# N.E.C. in het seizoen 2018/19
|               | Eerste divisie | KNVB beker | Play- offs | Totaal |
| ------------- | -------------- | ---------- | ---------- | ------ |
| Wedstrijden   | 38             | 2          | 2          | 42     |
| Gewonnen      | 16             | 1          | 1          | 18     |
| Gelijk        | 10             | 0          | 0          | 10     |
| Verloren      | 12             | 1          | 1          | 14     |
| Thuis         | 19             | 1          | 1          | 21     |
| Uit           | 19             | 1          | 1          | 21     |
| Gele kaarten  | 68             | 4          | 4          | 76     |
| 2× gele kaart | 0              | 0          | 0          | 0      |
| Rode kaarten  | 3              | 0          | 0          | 3      |
| Doelsaldo     | +13            | +0         | -1         | +12    |
| voor          | 73             | 5          | 2          | 80     |
| tegen         | 60             | 5          | 3          | 68     |
| ‘De Nul’      | 6              | 0          | 1          | 7      |

N.E.C. komt in het seizoen 2018/19 uit in de Keuken Kampioen Divisie, nadat het in het voorgaande seizoen niet direct wist te promoveren naar de Eredivisie. Daarnaast komt de ploeg uit in de KNVB Beker. Daar werd het in de tweede ronde uitgeschakeld door Fortuna Sittard. N.E.C. eindigde als achtste en werd in de eerste ronde van de play-offs uitgeschakeld door RKC Waalwijk.

## Seizoenssamenvatting

### Voorbereiding

#### Maart
- Op 31 maart maakte N.E.C. kenbaar dat het de contracten van Maarten Paes, Janio Bikel, Michael Heinloth en Joris Delle niet zou verlengen. Ook de huurperiodes van Ted van de Pavert, Anass Achahbar, Calvin Verdonk en Jari Schuurman zaten erop.

#### Mei
- Op 13 mei maakte Gregor Breinburg bekend dat hij zou vertrekken bij NEC.
- Op 17 mei maakte N.E.C. bekend dat trainer Pepijn Lijnders was ontslagen. Ook kondigde Wojciech Golla zijn vertrek aan.
- Op 22 mei werd bekend dat N.E.C. de optie in het contract van Steeven Langil niet zou lichten. Wel waren ze in gesprek met Mohamed Rayhi over verlenging.
- Op 24 mei maakte N.E.C. bekend de aflopende verbintenis met Marco van Duin te hebben verlengd.
- Op 25 mei maakte N.E.C. bekend dat per 1 juli Jack de Gier de nieuwe hoofdtrainer werd.

#### Juni
- Op 4 juni werd bekend dat N.E.C. Stefan Mauk had verkocht aan Brisbane Roar.
- Op 7 juni werd bekend dat Arnaut Groeneveld voor vier seizoenen had getekend bij Club Brugge.
- Op 13 juni presenteerde N.E.C. haar eerste aankoop. Keeper Gino Coutinho kwam transfervrij over van AZ.
- Op 15 juni maakte N.E.C. bekend dat Bart van Rooij, Dani Theunissen, Lance Duijvestijn en Steven Smulder tijdens het zomerse trainingskamp mogen meetrainen met het eerste elftal.
- Op 25 juni werd bekend dat Sparta Rotterdam Mohamed Rayhi en Suently Alberto overneemt van N.E.C.
- Op 29 juni maakte N.E.C. bekend dat het Anass Achahbar opnieuw had gehuurd van PEC Zwolle. Ook werd bekend dat EnergieFlex de komende twee seizoenen hoofdsponsor is.

#### Juli
- Op 1 juli keerde de uitgeleende spelers Ragnar Oratmangoen, Lowie van Zundert en Robin Buwalda terug bij de club. Ook was op de Eendracht de eerste training van het nieuwe seizoen.
- Van 4 tot 7 juli had N.E.C. linksback Jaden Brown op proef.
- Op 4 juli werd Josef Kvída gepresenteerd als nieuwe speler. Hij tekende een meerjarig contract.
- Op 6 juli tekende Tom Overtoom een contract tot 2021. Ook werd de eerste oefenwedstrijd tegen de amateurs van NEC. N.E.C. won met 0-7 door goals van Sven Braken, Lowie van Zundert (beide 2x), Mex Bakker, Hicham Haouat en Lance Duijvestijn.
- Op 10 juli werd bekend dat Terry Lartey Sanniez een contract voor drie seizoenen had getekend bij N.E.C. Ook speelde N.E.C. de oefenwedstrijd tegen het Al-Gharafa van Wesley Sneijder. De wedstrijd eindigde in 0-0.
- Op 13 juli maakte N.E.C. bekend dat het Randy Wolters voor twee seizoenen aan zich gebonden had. Ook won het de oefenwedstrijd met VV Alverna met 1-2, door goals van Tom Overtoom en Robin Buwalda.
- Op 14 juli werd bekend dat Ferdi Kadıoğlu een contract voor vier seizoenen had getekend bij de Turkse topclub Fenerbahce, waar Phillip Cocu op dat moment trainer was.
- Op 19 juli won N.E.C. met 6-0 van het Helders elftal. Kevin Jansen, Ole Romeny (beide 2x), Ragnar Oratmangoen en Lowie van Zundert zorgden voor de doelpunten.
- Op 21 juli speelde N.E.C. met 1-1 gelijk tegen FC Dordrecht. Robin Buwalda scoorde namens N.E.C. Op penalty's won Dordrecht met 4-2, door missers van Ole Romeny en Lance Duijvestijn.
- Op 24 juli won N.E.C. met 2-1 van Kayserispor. Asamoah Gyan maakte de aansluitingstreffer, nadat Anass Achahbar en Tom Overtoom N.E.C. op een comfortabele voorsprong hadden gezet.
- Op 24 juli legde N.E.C. Paolo Sabak voor vier seizoenen vast. De Belg kwam over van Racing Genk.
- Op 25 juli werd bekend dat N.E.C. Joey van den Berg voor één seizoen zou huren van Reading en daarna definitief zou overnemen voor nog een seizoen.
- Op 27 juli won N.E.C. met 2-1 van RKC Waalwijk, door goals van Anass Achahbar en Guus Joppen. Dani van der Moot scoorde namens RKC.
- Op 30 juli werd bekend dat aanwinst Randy Wolters er ten minste tot de winterstop uitligt wegens een scheur aan de binnenband van zijn rechterknie.

#### Augustus
- Op 2 augustus trok N.E.C. Leroy Labylle aan van VVV Venlo. Hij tekent een contract voor drie seizoenen.
- Op 3 augustus werd bekend dat Rens van Eijden terugkeerde bij N.E.C. Hij tekent voor drie seizoenen.
- Op 7 augustus won N.E.C. een geheim oefenduel met TOP Oss met 1-0, door een doelpunt van Anass Achahbar.

### Seizoen
- Op 17 augustus speelde N.E.C. de eerste wedstrijd van het seizoen tegen SC Cambuur met 2-2 gelijk. Anass Achahbar en Sven Braken scoorden namens N.E.C., Cambuur kwam via Emmanuel Mbende en Kevin van Kippersluis langszij.
- Op 24 augustus werd bekend dat Jonathan Okita voor vier seizoenen overkomt van MVV Maastricht.
- Op 27 augustus won N.E.C. met 2-1 van Jong FC Utrecht door goals van Anass Achahbar en Sven Braken. Nick Venema scoorde namens Utrecht.
- Op 28 augustus kwam Matthias Bossaerts voor drie seizoenen over van KV Oostende.
- Op 31 augustus won N.E.C. met 1-0 van FC Dordrecht, dankzij een doelpunt van Anass Achahbar.

#### September
- Op 1 september besloot Gino Coutinho zijn contract met N.E.C. te ontbinden om met voetbalpensioen te gaan.
- Op 8 september won N.E.C de uitwedstrijd met Roda JC Kerkrade met 2-3, door doelpunten van Jonathan Okita, Sven Braken en Anass Achahbar.
- Op 11 september kwam Mike Trésor Ndayishimiye transfervrij over van RSC Anderlecht. De Belg tekende een contract voor drie jaar.
- Op 14 september speelde N.E.C. met 4-4 gelijk tegen Jong PSV. Namens N.E.C. waren Sven Braken (2x), Ole Romeny en Josef Kvída trefzeker. Doelpuntenmakers bij PSV waren Bart Ramselaar (2x), Joël Piroe en Matthias Verreth.
- Op 21 september won N.E.C. met 2-3 van Helmond Sport, dankzij goals van Anass Achahbar (2x) en Brahim Darri. Namens Helmond scoorde Furghill Zeldenrust tweemaal.
- Op 25 september won N.E.C. voor de KNVB Beker met 2-3 van Eredivisionist Excelsior, door goals van Anass Achahbar, Sven Braken en Guus Joppen. Namens Excelsior scoorde Luigi Bruins en maakte Robin Buwalda een eigen doelpunt.
- Op 28 september speelde N.E.C. met 1-1 gelijk tegen Go Ahead Eagles. Sven Braken en Paco van Moorsel waren trefzeker.

#### Oktober
- Op 5 oktober verloor N.E.C. de eerste wedstrijd van het seizoen. Almere City was met 1-0 te sterk door een goal van Edoardo Soleri.
- Op 6 oktober werd bekend dat Osman Hadzikic stage loopt bij N.E.C. vanwege de langdurige blessure van Norbert Alblas en het afscheid van Gino Coutinho.
- Op 9 oktober werd bekend dat ook de clubloze Leonard Nienhuis een contract probeert af te dwingen bij N.E.C. Twee dagen later vertrok hij wel. Hij trainde uit voorzorg omdat Marco van Duin op de training een tik had gekregen.
- Op 12 oktober verloor N.E.C. opnieuw met 1-0, ditmaal van FC Eindhoven. Branco van den Boomen was de maker van het enige doelpunt.
- Op 19 oktober won N.E.C. met 0-3 van Telstar, door twee goals van Sven Braken en een van Jonathan Okita.
- Op 26 oktober verloor N.E.C. met 1-5 van TOP Oss, door doelpunten van Bryan Smeets (2x), Hüseyin Doğan, Rick Stuy van den Herik en een eigen doelpunt van Mart Dijkstra. Namens N.E.C. scoorde Jonathan Okita.
- Op 29 oktober werd bekend dat N.E.C. Oliver Zelenika had aangetrokken als nieuwe doelman, na het vertrek van Gino Coutinho.

#### November
- Op 1 november verloor N.E.C. in de tweede ronde van de KNVB Beker van Fortuna Sittard. Terry Lartey-Sanniez en Sven Braken scoorde namens N.E.C., namens Fortuna Mark Diemers, Finn Stokkers en Lars Hutten.
- Op 4 november won N.E.C. met 3-1 van Jong AZ, door doelpunten van Rens van Eijden, Tom Overtoom en Paolo Sabak. De Alkmaarse treffer kwam van Vince Gino Dekker.
- Op 9 november verloor N.E.C. met 4-0 van Jong Ajax, door doelpunten van Dani de Wit, Kaj Sierhuis, Vaclav Cerny en Ché Nunnely.
- Op 18 november speelde N.E.C. met 1-1 gelijk tegen koploper Sparta Rotterdam, door doelpunten van Sven Braken en Abdou Harroui.
- Op 23 november verloor N.E.C. met 1-0 van RKC Waalwijk door een doelpunt van Roland Bergkamp.
- Op 30 november won N.E.C. met 5-1 van FC Volendam. Nadat Boy Deul de 0-1 had gemaakt, scoorde N.E.C. terug via Brahim Darri (2x), Jonathan Okita, Rens van Eijden en Anass Achahbar.

#### December
- Op 7 december verloor N.E.C. met 3-2 van FC Den Bosch. Namens N.E.C. scoorde Jonathan Okita en Brahim Darri, Den Bosch scoorde via Sven Blummel, Danny Verbeek en Jort van der Sande.
- Op 14 december verloor N.E.C. met 0-1 van MVV Maastricht door een doelpunt van Luc Mares.
- Op 21 december verloor N.E.C. met 2-0 van FC Twente, door doelpunten van Jari Oosterwijk en Rafik Zekhnini. Paolo Sabak moest met rood het veld verlaten.

#### Januari
- Op 4 januari won N.E.C. in Estepona een oefenduel met Westlandia met 5-1, dankzij doelpunten van Tom Overtoom, Joey van den Berg, Jonathan Okita, Paolo Sabak en Ole Romeny.
- Op 6 januari speelde N.E.C. met 0-0 gelijk tegen Hannover 96.
- Op 13 januari verloor N.E.C. met 3-2 van FC Eindhoven, door doelpunten van Alvin Daniëls, Branco van den Boomen en Elisha Sam. Ferdy Druijf en Mike Trésor Ndayishimiye scoorden namens N.E.C.
- Op 18 januari speelde N.E.C. met 1-1 gelijk tegen Telstar, door een eigen doelpunt van Kick Groot en een goal van Anass Najah.
- Op 23 januari werd bekend dat N.E.C. Sven Braken voor een half jaar verhuurt aan FC Emmen.
- Op 25 januari speelde N.E.C. opnieuw met 1-1 gelijk, ditmaal tegen TOP Oss. Doelpuntenmakers waren Ferdy Druijf en Ragnar Oratmangoen.
- Op 28 januari werd bekend dat Brahim Darri N.E.C. voor een halfjaar zou verlaten voor FC Den Bosch. Mattijs Branderhorst wordt voor een halfjaar gehuurd van Willem II.
- Op 31 januari bond N.E.C. ook sc Heerenveen-speler Jordy Bruijn voor een halfjaar aan zich.

#### Februari
- Op 1 februari won N.E.C. met 4-1 van Jong FC Utrecht, dankzij een hattrick van Ferdy Druijf en een goal van Mike Trésor Ndayishimiye. Namens Utrecht scoorde Nick Venema.
- Op 8 februari speelde N.E.C. met 1-1 gelijk tegen SC Cambuur, door doelpunten van Matthew Steenvoorden en Josef Kvída.
- Op 15 februari speelde N.E.C. met 4-4 gelijk tegen Go Ahead Eagles. Ferdy Druijf en Jeroen Veldmate scoorden beide twee keer, verder scoorde namens N.E.C. Mike Trésor Ndayishimiye en Joey van den Berg en namens Go Ahead Richard van der Venne en Paco van Moorsel.
- Op 21 februari werd bekend dat Robin Buwalda per direct de overstap maakte naar IFK Mariehamn.
- Op 23 februari won N.E.C. met 5-0 van Almere City, door goals van Jonathan Okita, Mathias Bossaerts (beide 2x) en Jordy Bruijn.

#### Maart
- Op 1 maart speelde N.E.C. met 2-2 gelijk tegen FC Dordrecht. Namens N.E.C. scoorden Mart Dijkstra en Jonathan Okita, namens Dordrecht Crysencio Summerville en Joël Zwarts.
- Op 8 maart won N.E.C. met 1-0 van Roda JC door een doelpunt van Jordy Bruijn.
- Op 15 maart won N.E.C. met 5-0 van FC Den Bosch, door een hattrick van Jonathan Okita en goals van Mike Trésor Ndayishimiye en Ferdy Druijf.
- Op 24 maart verloor N.E.C. met 1-0 van Sparta Rotterdam door een goal van Ragnar Ache.
- Op 29 maart verloor N.E.C. met 1-2 van Jong Ajax. Gescoord werd er door Ferdi Druijf, Vaclav Cerny en Lassina Traoré.

#### April
- Op 1 april verloor N.E.C. met 4-0 van Jong AZ, dankzij doelpunten van Mauro Savastano, Mees Kaandorp, Jelle Duin een Thijs Oosting.
- Op 2 april maakte N.E.C. bekend dat het hoofdtrainer Jack de Gier en assistent-trainer Patrick Pothuizen op non-actief heeft gesteld. Assistent-trainer Adrie Bogers maakte het seizoen af als interim-trainer, terwijl Rogier Meijer, coach van het succesvolle N.E.C. onder 19 als nieuwe assistent werd toegevoegd aan de staf.
- Op 8 april won N.E.C. met 1-2 van Jong PSV, door goals van Ferdy Druijf, Jonathan Okita en een eigen goal van Frank Sturing.
- Op 12 april won N.E.C. met 3-2 van Helmond Sport. Namens N.E.C. scoorden Randy Wolters (2x) en Josef Kvída, namens Helmond Dylan George en Tibeau Swinnen.
- Op 19 april won N.E.C. met 2-3 van FC Volendam. Namens N.E.C. scoorden Mike Trésor Ndayishimiye, Ferdy Druijf en Jonathan Okita, namens Volendam Anthony Berenstein en Rodney Antwi.
- Op 22 april won N.E.C. met 2-1 van RKC Waalwijk, door goals van Ferdy Druijf en Jonathan Okita. Zij maakten de openingsgoal van Stijn Spierings ongedaan.
- Op 26 april won N.E.C. met 4-0 van kampioen FC Twente, dankzij doelpunten van Ferdy Druijf (2x), Jonathan Okita en Mike Trésor Ndayishimiye.

#### Mei
- Op 3 mei speelde N.E.C. met 1-1 gelijk tegen MVV Maastricht, door goals van Ferdy Druijf en Jerome Deom.
- Op 10 mei won N.E.C. de eerste play-offwedstrijd met 2-0 van RKC Waalwijk, door goals van Mike Trésor Ndayishimiye en Jordy Bruijn.
- Op 14 mei verloor N.E.C. de return tegen RKC Waalwijk met 3-0, door goals van Dylan Seys, Stijn Spierings en Mario Bilate, waardoor het definitief niet kon promoveren naar de Eredivisie.

## Selectie 2018/19
| Nr.                                               | Nat.                                    | Naam                     | Leeftijd | Duels N.E.C. | Duels N.E.C. | Hele carrière | Hele carrière | Contract tot | Seizoen bij NEC |         |         |         |         |
| Nr.                                               | Nat.                                    | Naam                     | Leeftijd | W            |              | W             |               | Contract tot | Seizoen bij NEC |         |         |         |         |
| Keepers                                           | Keepers                                 | Keepers                  | Keepers  | Keepers      | Keepers      | Keepers       | Keepers       | Keepers      | Keepers         | Keepers | Keepers | Keepers | Keepers |
| ------------------------------------------------- | --------------------------------------- | ------------------------ | -------- | ------------ | ------------ | ------------- | ------------- | ------------ | --------------- | ------- | ------- | ------- | ------- |
| 1                                                 | Vlag van Nederland                      | Gino Coutinho            | 35 jaar  | 2            | 0            | 179           | 0             | 2020         | 1e              |         |         |         |         |
| 1                                                 | Vlag van Kroatië                        | Oliver Zelenika          | 25 jaar  | 4            | 0            | 104           | 0             | 2019         | 1e              |         |         |         |         |
| 22                                                | Vlag van Nederland                      | Norbert Alblas           | 23 jaar  | 5            | 0            | 48            | 0             | 2020         | 1e              |         |         |         |         |
| 23                                                | Vlag van Nederland                      | Marco van Duin           | 31 jaar  | 15           | 0            | 99            | 0             | 2019         | 6e              |         |         |         |         |
| 31                                                | Vlag van Nederland                      | Mattijs Branderhorst     | 25 jaar  | 16           | 0            | 42            | 0             | 2019         | 1e              |         |         |         |         |
| Verdedigers                                       |                                         |                          |          |              |              |               |               |              |                 |         |         |         |         |
| 2                                                 | Vlag van Nederland                      | Guus Joppen              | 28 jaar  | 45           | 4            | 334           | 21            | 2019         | 2e              |         |         |         |         |
| 3                                                 | Vlag van Nederland                      | Rens van Eijden          | 30 jaar  | 205          | 10           | 308           | 13            | 2021         | 8e              |         |         |         |         |
| 4                                                 | Vlag van Tsjechië                       | Josef Kvída              | 21 jaar  | 33           | 3            | 59            | 4             | 2020         | 1e              |         |         |         |         |
| 5                                                 | Vlag van Nederland                      | Robin Buwalda            | 23 jaar  | 30           | 0            | 111           | 3             | 2019         | 3e              |         |         |         |         |
| 15                                                | Vlag van Nederland                      | Niek Hoogveld            | 19 jaar  | 2            | 0            | 2             | 0             | 2020         | 1e              |         |         |         |         |
| 21                                                | Vlag van België                         | Leroy Labylle            | 27 jaar  | 37           | 0            | 184           | 6             | 2022         | 1e              |         |         |         |         |
| 28                                                | Vlag van Nederland                      | Bart van Rooij           | 17 jaar  | 1            | 0            | 1             | 0             | 2021         | 1e              |         |         |         |         |
| 30                                                | Vlag van Nederland                      | Frank Sturing            | 21 jaar  | 29           | 1            | 29            | 1             | 2020         | 3e              |         |         |         |         |
| 34                                                | Vlag van Nederland                      | Terry Lartey-Sanniez     | 21 jaar  | 28           | 0            | 109           | 0             | 2021         | 1e              |         |         |         |         |
| 44                                                | Vlag van België                         | Matthias Bossaerts       | 22 jaar  | 26           | 2            | 39            | 3             | 2021         | 1e              |         |         |         |         |
| Middenvelders                                     |                                         |                          |          |              |              |               |               |              |                 |         |         |         |         |
| 6                                                 | Vlag van Nederland                      | Tom Overtoom             | 27 jaar  | 25           | 1            | 193           | 29            | 2021         | 1e              |         |         |         |         |
| 7                                                 | Vlag van Nederland                      | Jordy Bruijn             | 22 jaar  | 16           | 2            | 28            | 3             | 2019         | 1e              |         |         |         |         |
| 8                                                 | Vlag van Nederland                      | Joey van den Berg        | 32 jaar  | 28           | 1            | 319           | 28            | 2020         | 1e              |         |         |         |         |
| 12                                                | Vlag van Nederland                      | Mart Dijkstra            | 27 jaar  | 68           | 1            | 226           | 5             | 2020         | 2e              |         |         |         |         |
| 18                                                | Vlag van Nederland                      | Kevin Jansen             | 26 jaar  | 21           | 0            | 146           | 9             | 2019         | 2e              |         |         |         |         |
| 20                                                | Vlag van België                         | Paolo Sabak              | 19 jaar  | 9            | 1            | 11            | 1             | 2022         | 1e              |         |         |         |         |
| 24                                                | Vlag van Nederland                      | Lance Duijvestijn        | 19 jaar  | 1            | 0            | 1             | 0             | 2021         | 1e              |         |         |         |         |
| 29                                                | Vlag van Nieuw-Zeeland                  | Michael den Heijer       | 22 jaar  | 0            | 0            | 29            | 2             | 2020         | 2e              |         |         |         |         |
| 35                                                | Vlag van Nederland                      | Hicham Haouat            | 20 jaar  | 2            | 0            | 2             | 0             | 2019         | 1e              |         |         |         |         |
| Aanvallers                                        |                                         |                          |          |              |              |               |               |              |                 |         |         |         |         |
| 7                                                 | Vlag van Nederland                      | Brahim Darri             | 23 jaar  | 15           | 4            | 126           | 66            | 2020         | 1e              |         |         |         |         |
| 9                                                 | Vlag van Nederland                      | Sven Braken              | 25 jaar  | 48           | 20           | 158           | 48            | 2021         | 2e              |         |         |         |         |
| 10                                                | Vlag van Nederland                      | Anass Achahbar           | 23 jaar  | 45           | 22           | 116           | 33            | 2019         | 2e              |         |         |         |         |
| 11                                                | Vlag van Nederland                      | Randy Wolters            | 28 jaar  | 15           | 2            | 232           | 33            | 2020         | 1e              |         |         |         |         |
| 17                                                | Vlag van Nederland                      | Ole Romeny               | 18 jaar  | 27           | 1            | 27            | 1             | 2021         | 2e              |         |         |         |         |
| 19                                                | Vlag van Nederland                      | Ferdy Druijf             | 20 jaar  | 18           | 15           | 73            | 40            | 2019         | 1e              |         |         |         |         |
| 48                                                | Vlag van Nederland                      | Morad El Haddouti        | 20 jaar  | 2            | 0            | 2             | 0             | 2019         | 1e              |         |         |         |         |
| 49                                                | Vlag van Nederland                      | Anthony Musaba           | 18 jaar  | 3            | 0            | 3             | 0             | 2021         | 1e              |         |         |         |         |
| 71                                                | Vlag van België                         | Mike Trésor Ndayishimiye | 19 jaar  | 23           | 6            | 23            | 6             | 2021         | 1e              |         |         |         |         |
| 77                                                | Vlag van Frankrijk · Vlag van Duitsland | Jonathan Okita           | 21 jaar  | 37           | 15           | 97            | 33            | 2022         | 1e              |         |         |         |         |
| * Tabel voor het laatst bijgewerkt op 3 mei 2019. |                                         |                          |          |              |              |               |               |              |                 |         |         |         |         |

### Legenda
| # | Reden                                          |
| - | ---------------------------------------------- |
|   | Heeft de club in het lopende seizoen verlaten. |
|   | Heeft de club op huurbasis verlaten.           |

## Transfers

### Aangetrokken
| Nat.                                    | Nr. | Naam                     | Van               | Type          | Contract tot | Transfersom | Periode |
| --------------------------------------- | --- | ------------------------ | ----------------- | ------------- | ------------ | ----------- | ------- |
| Vlag van Nederland                      | 3   | Robin Buwalda            | Go Ahead Eagles   | Einde verhuur | 2019         | n.v.t.      | Zomer   |
| Vlag van Australië                      | 10  | Stefan Mauk              | Melbourne City FC | Einde verhuur | 2019         | n.v.t.      | Zomer   |
| Vlag van Nederland                      | 26  | Ragnar Oratmangoen       | FC Oss            | Einde verhuur | 2019         | n.v.t.      | Zomer   |
| Vlag van Nederland                      | 43  | Lowie van Zundert        | RKC Waalwijk      | Einde verhuur | 2017         | n.v.t.      | Zomer   |
| Vlag van Nederland                      | 1   | Gino Coutinho            | AZ                | Transfervrij  | 2020         | n.v.t.      | Zomer   |
| Vlag van Nederland                      | 9   | Anass Achahbar           | PEC Zwolle        | Huur          | 2019         | n.v.t.      | Zomer   |
| Vlag van Tsjechië                       | 17  | Josef Kvída              | PEC Zwolle        | Transfervrij  | 2020         | n.v.t.      | Zomer   |
| Vlag van Nederland                      | 14  | Tom Overtoom             | Almere City       | Transfer      | 2021         | n.n.b.      | Zomer   |
| Vlag van Nederland                      | 2   | Terry Lartey-Sanniez     | Jong Ajax         | Transfervrij  | 2021         | n.v.t.      | Zomer   |
| Vlag van Nederland                      | 11  | Randy Wolters            | Dundee FC         | Transfervrij  | 2020         | n.n.b.      | Zomer   |
| Vlag van België                         | 20  | Paolo Sabak              | KRC Genk          | Transfervrij  | 2022         | n.v.t.      | Zomer   |
| Vlag van Nederland                      | 6   | Joey van den Berg        | Reading FC        | Huur          | 2019         | n.v.t.      | Zomer   |
| Vlag van België                         | 5   | Leroy Labylle            | VVV-Venlo         | Transfer      | 2022         | n.n.b.      | Zomer   |
| Vlag van Nederland                      | 3   | Rens van Eijden          | AZ                | Transfervrij  | 2021         | n.v.t.      | Zomer   |
| Vlag van Nederland                      | 22  | Norbert Alblas           | Jong Ajax         | Transfervrij  | 2020         | n.v.t.      | Zomer   |
| Vlag van Nederland                      | 7   | Brahim Darri             | Heracles Almelo   | Transfervrij  | 2020         | n.v.t.      | Zomer   |
| Vlag van Frankrijk · Vlag van Duitsland | 77  | Jonathan Okita           | MVV Maastricht    | Transfer      | 2022         | n.n.b.      | Zomer   |
| Vlag van België                         | 44  | Matthias Bossaerts       | KV Oostende       | Transfer      | 2021         | n.n.b.      | Zomer   |
| Vlag van België                         | 71  | Mike Trésor Ndayishimiye | RSC Anderlecht    | Transfervrij  | 2021         | n.v.t.      | Zomer   |
| Vlag van Nederland                      | 19  | Ferdy Druijf             | Jong AZ           | Huur          | 2019         | n.v.t.      | Winter  |
| Vlag van Nederland                      | –   | Samed Öztoprak           | TOP Oss           | Einde verhuur | 2019         | n.v.t.      | Winter  |
| Vlag van Nederland                      | 31  | Mattijs Branderhorst     | Willem II         | Huur          | 2019         | n.v.t.      | Winter  |
| Vlag van Nederland                      | 7   | Jordy Bruijn             | sc Heerenveen     | Huur          | 2019         | n.v.t.      | Winter  |

### Vertrokken
| Nat.               | Nr. | Naam               | Wedst | Goals | Naar                    | Type               | Transfersom | Periode     |
| ------------------ | --- | ------------------ | ----- | ----- | ----------------------- | ------------------ | ----------- | ----------- |
| Vlag van Nederland | 4   | Ted van de Pavert  | 30    | 2     | PEC Zwolle              | Einde huur         | n.v.t.      | Zomer       |
| Vlag van Nederland | 5   | Calvin Verdonk     | 41    | 2     | Feyenoord               | Einde huur         | n.v.t.      | Zomer       |
| Vlag van Nederland | 9   | Anass Achahbar     | 28    | 17    | PEC Zwolle              | Einde huur         | n.v.t.      | Zomer       |
| Vlag van Nederland | 21  | Jari Schuurman     | 19    | 2     | Feyenoord               | Einde huur         | n.v.t.      | Zomer       |
| Vlag van Polen     | 14  | Wojciech Golla     | 106   | 6     | Śląsk Wrocław           | Einde contract     | n.v.t.      | Zomer       |
| Vlag van Frankrijk | 17  | Steeven Langil     | 31    | 5     | Ratchaburi Mitr Phol FC | Einde contract     | n.v.t.      | Zomer       |
| Vlag van Duitsland | 22  | Michael Heinloth   | 57    | 4     | Zagłębie Sosnowiec      | Einde contract     | n.v.t.      | Zomer       |
| Vlag van Portugal  | 24  | Janio Bikel        | 73    | 2     | CSKA Sofia              | Einde contract     | n.v.t.      | Zomer       |
| Vlag van Nederland | 26  | Maarten Paes       | 0     | 0     | FC Utrecht              | Einde contract     | n.v.t.      | Zomer       |
| Vlag van Frankrijk | 28  | Joris Delle        | 73    | 0     | Feyenoord               | Einde contract     | n.v.t.      | Zomer       |
| Vlag van Nederland | 34  | Gregor Breinburg   | 144   | 8     | Sparta Rotterdam        | Einde contract     | n.v.t.      | Zomer       |
| Vlag van Nederland | 45  | Segun Owobowale    | 2     | 0     | Jong ADO Den Haag       | Einde contract     | n.v.t.      | Zomer       |
| Vlag van Australië | 10  | Stefan Mauk        | 3     | 0     | Brisbane Roar           | Transfer           | n.n.b.      | Zomer       |
| Vlag van Nederland | 11  | Arnaut Groeneveld  | 46    | 14    | Club Brugge             | Transfer           | n.n.b.      | Zomer       |
| Vlag van Nederland | 41  | Özgür Aktas        | 0     | 0     | Vitesse                 | Transfer           | n.n.b.      | Zomer       |
| Vlag van Nederland | 20  | Mohamed Rayhi      | 60    | 9     | Sparta Rotterdam        | Einde contract     | n.v.t.      | Zomer       |
| Vlag van Nederland | 15  | Suently Alberto    | 2     | 0     | Sparta Rotterdam        | Contract ontbonden | n.v.t.      | Zomer       |
| Vlag van Nederland | 16  | Ferdi Kadıoğlu     | 70    | 12    | Fenerbahçe              | Transfer           | n.n.b.      | Zomer       |
| Vlag van Nederland | 51  | Samed Öztoprak     | 0     | 0     | TOP Oss                 | Verhuur            | n.v.t.      | Zomer       |
| Vlag van Nederland | 26  | Ragnar Oratmangoen | 0     | 0     | TOP Oss                 | Verhuur            | n.v.t.      | Zomer       |
| Vlag van Nederland | 1   | Gino Coutinho      | 2     | 0     | n.v.t.                  | Gestopt            | n.v.t.      | Zomer       |
| Vlag van Nederland | 19  | Lowie van Zundert  | 0     | 0     | De Treffers             | Verhuur            | n.v.t.      | Winter      |
| Vlag van Nederland | 18  | Kevin Jansen       | 26    | 0     | SC Cambuur              | Transfer           | n.n.b.      | Winter      |
| Vlag van Nederland | 9   | Sven Braken        | 54    | 24    | FC Emmen                | Verhuur            | n.v.t.      | Winter      |
| Vlag van Nederland | 7   | Brahim Darri       | 17    | 4     | FC Den Bosch            | Verhuur            | n.v.t.      | Winter      |
| Vlag van Nederland | 5   | Robin Buwalda      | 32    | 0     | IFK Mariehamn           | Verkocht           | n.n.b.      | Tussentijds |

### Op proef
| Nat.                | Naam             | Positie   | Vorige club       | Periode     | Resultaat     |
| ------------------- | ---------------- | --------- | ----------------- | ----------- | ------------- |
| Vlag van Engeland   | Jaden Brown      | Linksback | Tottenham Hotspur | Zomer       | Geen contract |
| Vlag van Oostenrijk | Osman Hadžikić   | Doelman   | Austria Wien      | Tussentijds | Geen contract |
| Vlag van Nederland  | Leonard Nienhuis | Doelman   | Sparta Rotterdam  | Tussentijds | Geen contract |
| Vlag van Kroatië    | Oliver Zelenika  | Doelman   | Lechia Gdańsk     | Tussentijds | Contract      |

## Technische staf
| Naam                | Functie                                   |
| ------------------- | ----------------------------------------- |
| Jack de Gier        | Hoofdtrainer (tot 2 april 2019)           |
| Ron de Groot        | Interim hoofdtrainer (vanaf 2 april 2019) |
| Patrick Pothuizen   | Assistent-trainer (tot 2 april 2019)      |
| Adrie Bogers        | Assistent-trainer                         |
| Rogier Meijer       | Assistent-trainer (vanaf 2 april 2019)    |
| Gábor Babos         | Keeperstrainer                            |
| Muslu Nalbantoğlu   | Teammanager                               |
| Sjoerd-Jan de Vries | Clubarts                                  |
| Han Tijshen         | Hoofd medische zaken                      |
| Rob van Hunnik      | Fysiotherapeut                            |
| Robin Huntjens      | Performance Analyst                       |
| Dave Kelders        | Materiaalman                              |

## Oefenwedstrijden
| Datum            | Tijdstip | Thuis              | Uitslag                    | Uit          | Doelpuntenmakers | Bijzonderheden | Locatie                                  | Opstelling N.E.C. |  |
| ---------------- | -------- | ------------------ | -------------------------- | ------------ | --- | --- | ---------------------------------------- | --- |  |
| 6 juli 2018      | 19:30    | Sportclub N.E.C.   | 0 – 7                      | N.E.C.       | 23' Braken 0-1, 44' Braken 0-2, 58' Bakker 0-3, 64' Van Zundert 0-4, 73' Haouat 0-5, 80' Duijvestein 0-7, 88' Van Zundert 0-7 | NEC-debuut Coutinho, Kvida, jeugdspelers Van Rooij, Spierings, Duijvestijn, Smulder, Bakker en El Haddouti deden mee, net als proefspeler Brown          | MSC De Eendracht, Nijmegen               | Coutinho (46' Van Duin); Joppen (46' Van Rooij), Dijkstra (46' Buwalda), Kvida (46' Hoogveld), Brown (46' Spierings); Oratmangoen (46' Duijvestijn), Achahbar (46' Haouat), Jansen (46' Smulder); Theunissen (46' Bakker), Braken (46' Van Zundert), Romeny (46' El Haddouti).   |  |
| 10 juli 2018     | 18:00    | N.E.C.             | 0 – 0                      | Al-Gharafa   | | Jeugdspelers Van Rooij, Potjes, Spierings, Smulder, Hiensch, Duijvesteijn, El Kharouani deden mee, Sneijder bij Al-Gharafa                               | Sportpark De Kamp, Weurt                 | Coutinho; Hoogveld (46' Van Rooij), Dijkstra (46' Buwalda), Kvida (46' Potjes), Joppen (46' Spierings); Oratmangoen (46' Duijvestijn), Achahbar (46' Hiensch), Jansen (46' Smulder); Theunissen (46' El Kharouani), Braken (46' Van Zundert), Romeny (46' Haouat).               |  |
| 13 juli 2018     | 19:00    | VV Alverna         | 1 – 2                      | N.E.C.       | 25' Van Ginkel 1-0, 39' Overtoom 1-1, 88' Buwalda 1-2                                                                         | NEC-debuut Lartey Sanniez en Overtoom, jeugdspelers Van Rooij, Potjes, Spierings, Smulder, Duijvestijn en El Karouani deden mee.                         | Bospad, Wijchen                          | Van Duin; Joppen (46' Van Rooij), Niek Hoogveld (46' Buwalda), Kvida (46' Potjes), Lartey Sanniez (46' Spierings); Dijkstra (46' Duijvestijn), Achahbar (46' Jansen), Overtoom (46' Smulder); Oratmangoen (46' El Kharouani), Braken (46' Van Zundert), Romeny (46' Theunissen). |  |
| 19 juli 2018     | 19:00    | Helders elftal     | 0 – 6                      | N.E.C.       | 1' Oratmangoen 0-1, 17' Van Zundert 0-2, 22' Jansen 0-3, 40' Jansen 0-4, 70' Romeny 0-5, 75' Romeny 0-6                       | NEC-debuut Randy Wolters, jeugdspelers Van Rooij, Smulder en Duijvestijn deden mee.                                                                      | De Streepjesberg, Den Helder             | Van Duin; Van Rooij (60' Joppen), Buwalda (60' Dijkstra), Sturing (46' Kvida), Hoogveld; Smulder, Jansen, Duijvestijn; Theunissen (60' Romeny), Van Zundert (60' Achahbar), Oratmangoen (60' Wolters).                                                                           |  |
| 21 juli 2018     | n.n.b.   | N.E.C.             | 1 – 1 (2 – 4 na penalty's) | FC Dordrecht | Zamouri 0-1, Buwalda 1-1 | Jeugdspelers Van Rooij, Smulder, Spierings en Duijvestijn deden mee.                                                                                     | De Streepjesberg, Den Helder             | Coutinho (90' Van Duin); Joppen (60' Van Rooij), Sturing (46' Hoogveld), Buwalda, Kvida (60' Spierings); Dijkstra, Jansen (60' Smulder), Overtoom (60' Duijvestijn); Romeny, Achahbar (60' Van Zundert), Wolters (60' Oratmangoen).                                              |  |
| 24 juli 2018     | 19:00    | N.E.C.             | 2 – 1                      | Kayserispor  | 51' Achahbar 1-0, 54' Overtoom 2-0, 74' Asamoah Gyan 2-1                                                                      | Jeugdspelers Van Rooij, Smulder en Duijvesteijn deden nee.                                                                                               | Goffertstadion, Nijmegen                 | Van Duin; Joppen (’62 Van Rooij), Sturing (’62 Buwalda), Kvida, Hoogveld; Dijkstra (’62 Smulder), Overtoom (’62 Jansen), Duijvesteijn; Romeny, Achahbar (’62 Van Zundert), Theunissen (’62 Oratmangoen).                                                                         |  |
| 27 juli 2018     | 19:00    | N.E.C.             | 2 – 1                      | RKC Waalwijk | 16' Van der Moot 0-1, 19' Achahbar 1-1, 45' Joppen 2-1                                                                        | Jeugdspelers Hoogveld, Potjes, Van Rooij, Smulder, Duijvestijn en Haouat deden mee, Van den Berg en Sabak maakten hun debuut voor N.E.C.                 | Sportpark De Kamp, Weurt                 | Van Duin; Joppen (69' Hoogveld), Sturing (69' Potjes), Kvida (46' Buwalda), Van Rooij (69' Smulder); Dijkstra (69' Duijvestijn), Overtoom (69' Sabak), Van den Berg (46' Jansen); Oratmangoen (69' Theunissen), Achahbar (69' Van Zundert), Romeny (46' Haouat).                 |  |
| 3 augustus 2018  | 19:00    | JVC Cuijk          | 0 – 4                      | N.E.C.       | 44' Kvida, 45' Romeny, 61' Oratmangoen, 69' Duijvestijn                                                                       | | Sportpark De Groenendijkse Kampen, Cuijk | 1e helft:Van Duin; Joppen, Dijkstra, Sturing, Kvida; Overtoom, Achahbar, Van den Berg; Romeny, Van Zundert, Sabak. 2e helft: Van Duin; Van Rooij, Van Zutphen, Buwalda, Hoogveld; Smulder, Duijvestijn, Jansen; Theunissen, Van Zundert, Oratmangoen.                            |  |
| 7 augustus 2018  | n.n.b.   | TOP Oss            | 0 – 1                      | N.E.C.       | Achahbar | Besloten duel | Frans Heesenstadion, Oss                 | |  |
| 10 augustus 2018 |          | Fortuna Düsseldorf | 3 – 0                      | N.E.C.       | 65' Karaman, 77' Karaman, Ducksch 90' (pen.)                                                                                  | Oorspronkelijk gepland op 11 augustus bij Open dag N.E.C. Afgelast wegens veiligheidsredenen. Rode kaart: Van den Berg ('28) Overtoom mist penalty ('57) | Paul-Janes-Stadion, Düsseldorf           | Coutinho; Joppen (46. Van Rooij), Van Eijden, Kvida, Labylle; Overtoom, Van den Berg, Dijkstra; Romeny, Braken (69. Duijvestijn), Achahbar. |  |
| 4 januari 2019   |          | N.E.C.             | 5 – 1                      | Westlandia   | 21' Overtoom 1-0, 30' Van den Berg 2-0, 33' Okita 3-0, 58' Sabak 4-0, 79' Romeny 5-1                                          | | Doña Julia Golf Club, Estepona           | Van Duin (46’ Zelenika); Joppen (46’ Van Rooij), Buwalda, Kvida, Lartey-Sanniez (46’ Bossaerts); Van den Berg (46’ Dijkstra), Sabak, Overtoom (46’ Labylle); Okita (46’ Ndayishimiye), Achahbar (46’ Romeny), Darri (46’ El Haddouti).                                           |  |
| 6 januari 2019   |          | N.E.C.             | 0 – 0                      | Hannover 96  | | |                                          | Zelenika (46’ Van Duin); Lartey-Sanniez (64’ Van Rooij), Van Eijden (64’ Buwalda), Bossaerts (64’ Kvida), Labylle (64’ Joppen); Overtoom (34’ Dijkstra), Achahbar, Van den Berg (64’ Hoogveld); Okita (64’ Ndayishimiye), Druijf (46’ Sabak), Darri (64’ El Haddouti).           |  |

## Jupiler League 2018/19

### Wedstrijdverslagen

#### Eerste twee wedstrijden (augustus)
|                                                                             |                                                                                           |               |                                                                                     | |
| Speelronde 1 17 augustus 2018, 20:00                                        | N.E.C.                                                                                    | 2 – 2 (1 – 0) | SC Cambuur                                                                          | : Rens van Eijden |
| Goffertstadion, Nijmegen Toeschouwers: 9.888 Scheidsrechter: Christiaan Bax | Anass Achahbar 45' Sven Braken 59' Mart Dijkstra 90'                                      |               | 23' Kevin Schindler 87' Mart Dijkstra 90' Robert van Koesveld 90+5' Emmanuel Mbende | Basisopstelling NEC: Gino Coutinho; Terry Lartey-Sanniez, Rens van Eijden, Josef Kvída, Leroy Labylle; Mart Dijkstra, Joey van den Berg 87' ( Frank Sturing), Tom Overtoom; Anass Achahbar, Sven Braken 78' ( Lance Duijvestijn), Brahim Darri 71' ( Ole Romeny). Reservebank: Norbert Alblas, Marco van Duin, Bart van Rooij, Robin Buwalda, Paolo Sabak, Lowie van Zundert. |
| Afwezig: Randy Wolters , Kevin Jansen , Michael den Heijer , Guus Joppen    |                                                                                           |               |                                                                                     | |
|                                                                             |                                                                                           |               |                                                                                     | |
| Speelronde 2 27 augustus 2018, 20:00                                        | Jong FC Utrecht                                                                           | 1 – 2 (1 – 1) | N.E.C.                                                                              | : Rens van Eijden |
| De Galgenwaard, FC Utrecht Toeschouwers: Scheidsrechter: Joey Kooij         | Nick Venema 32' Mehdi Lehaire 35' Rick Mulder 37' Gabriël Culhaci 87' Mohamed Mallahi 89' |               | 40' Anass Achahbar 90+1' Rens van Eijden 90+5' Sven Braken                          | Basisopstelling NEC: Gino Coutinho; Terry Lartey-Sanniez, Rens van Eijden, Josef Kvída, Leroy Labylle; Mart Dijkstra 68' ( Jonathan Okita), Joey van den Berg, Tom Overtoom; Anass Achahbar, Sven Braken, Brahim Darri. Reservebank: Norbert Alblas, Marco van Duin, Guus Joppen, Frank Sturing, Robin Buwalda, Paolo Sabak, Lance Duijvestijn, Lowie van Zundert.            |
| Afwezig: Randy Wolters , Kevin Jansen , Michael den Heijer                  |                                                                                           |               |                                                                                     | |

#### Eerste periode (september, oktober)
| | |               | | |
| Speelronde 3 31 augustus 2018, 20:00 | N.E.C. | 1 – 0 (1 – 0) | FC Dordrecht | : Rens van Eijden |
| Goffertstadion, Nijmegen Toeschouwers: 9.633 Scheidsrechter: Richard Martens                                                              | Anass Achahbar 36' |               | 68' Savvas Mourgos | Basisopstelling NEC: Norbert Alblas; Terry Lartey-Sanniez, Rens van Eijden, Josef Kvída, Leroy Labylle; Joey van den Berg, Anass Achahbar, Tom Overtoom; Jonathan Okita 68' ( Ole Romeny), Sven Braken 90' ( Guus Joppen), Brahim Darri 80' ( Mart Dijkstra). Reservebank: Marco van Duin, Frank Sturing, Robin Buwalda, Paolo Sabak, Lance Duijvestijn, Lowie van Zundert.                        |
| Afwezig: Randy Wolters , Kevin Jansen , Michael den Heijer , Gino Coutinho                                                                | |               | | |
| | |               | | |
| Speelronde 4 7 september 2018, 20:00 | Roda JC | 2 – 3 (1 – 1) | N.E.C. | : Rens van Eijden |
| Parkstad Limburg Stadion, Kerkrade Toeschouwers: 8.559 Scheidsrechter: Bas Nijhuis                                                        | Mario Engels 7' Mitchel Paulissen 58' Mario Engels 62' Niels Verburgh 69'                                                  |               | 29' Jonathan Okita 76' Sven Braken 29' Anass Achahbar                                                                     | Basisopstelling NEC: Norbert Alblas; Terry Lartey-Sanniez, Rens van Eijden, Mathias Bossaerts 78' ( Robin Buwalda), Leroy Labylle; Joey van den Berg, Anass Achahbar 84' ( Mart Dijkstra), Tom Overtoom; Jonathan Okita, Sven Braken, Brahim Darri 90' ( Guus Joppen). Reservebank: Marco van Duin, Frank Sturing, Kevin Jansen, Paolo Sabak, Lance Duijvestijn, Hicham Haouat, Lowie van Zundert. |
| Afwezig: Randy Wolters , Josef Kvída, Ole Romeny, Bart van Rooij (allen interlandverplichtingen)                                          | |               | | |
| | |               | | |
| Speelronde 5 14 september 2018, 20:00 | N.E.C. | 4 – 4 (2 – 2) | Jong PSV | : Rens van Eijden |
| Goffertstadion, Nijmegen Toeschouwers: 9.102 Scheidsrechter: Martin van den Kerkhof                                                       | Sven Braken 10' Sven Braken 39' Joey van den Berg 52' Ole Romeny 86' Josef Kvída 90+4'                                     |               | 45+3' Matthias Verreth 45+6' Joël Piroe 71' Steven Theunissen 73' Bart Ramselaar 81' Bart Ramselaar 90+2' Lennerd Daneels | Basisopstelling NEC: Norbert Alblas; Terry Lartey-Sanniez, Rens van Eijden, Mathias Bossaerts, Leroy Labylle; Joey van den Berg, Anass Achahbar, Tom Overtoom; Jonathan Okita 45' ( Ole Romeny), Sven Braken, Brahim Darri 80' ( Josef Kvída). Reservebank: Marco van Duin, Frank Sturing, Guus Joppen, Robin Buwalda, Mart Dijkstra, Kevin Jansen, Paolo Sabak, Lance Duijvestijn.                |
| Afwezig: Randy Wolters | |               | | |
| | |               | | |
| Speelronde 6 21 september 2018, 20:00 | Helmond Sport | 2 – 3 (1 – 2) | N.E.C. | : Joey van den Berg |
| Lavans Stadion, Helmond Toeschouwers: 2.011 Scheidsrechter: Richard Martens                                                               | Joeri Poelmans 18' Furghill Zeldenrust 37' Furghill Zeldenrust 51' Diego Snepvangers 69' Bram Zwanen 76' Arne Naudts 90+2' |               | 18' Anass Achahbar 31' Brahim Darri 36' Terry Lartey-Sanniez 51' Mathias Bossaerts 78' Anass Achahbar                     | Basisopstelling NEC: Norbert Alblas; Terry Lartey-Sanniez 66' ( Guus Joppen), Mathias Bossaerts, Josef Kvída, Leroy Labylle; Joey van den Berg, Anass Achahbar, Tom Overtoom; Jonathan Okita 78' ( Mike Trésor Ndayishimiye), Sven Braken, Brahim Darri 64' ( Ole Romeny). Reservebank: Marco van Duin, Frank Sturing, Robin Buwalda, Mart Dijkstra, Kevin Jansen, Paolo Sabak.                    |
| Afwezig: Randy Wolters , Rens van Eijden , Lance Duijvestijn .                                                                            | |               | | |
| | |               | | |
| Speelronde 7 28 september 2018, 20:00 | N.E.C. | 1 – 1 (1 – 0) | Go Ahead Eagles | : Joey van den Berg |
| Goffertstadion, Nijmegen Toeschouwers: 9.842 Scheidsrechter: Kevin Blom                                                                   | Sven Braken 39' Leroy Labylle 45+1' Terry Lartey-Sanniez 53'                                                               |               | '54 Gino Bosz '71 Paco van Moorsel '90 Julian Lelieveld                                                                   | Basisopstelling NEC: Norbert Alblas 72' ( Marco van Duin); Terry Lartey-Sanniez 55' ( Guus Joppen), Mathias Bossaerts, Josef Kvída, Leroy Labylle; Joey van den Berg 30' ( Mart Dijkstra), Anass Achahbar, Tom Overtoom; Jonathan Okita, Sven Braken, Brahim Darri. Reservebank: Robin Buwalda, Frank Sturing, Kevin Jansen, Paolo Sabak, Mike Trésor Ndayishimiye, Ole Romeny.                    |
| Afwezig: Randy Wolters , Rens van Eijden , Lance Duijvestijn .                                                                            | |               | | |
| | |               | | |
| Speelronde 8 5 oktober 2018, 20:00 | Almere City | 1 – 0 (1 – 0) | N.E.C. | : Rens van Eijden |
| Yanmar Stadion, Almere Toeschouwers: 2.573 Scheidsrechter: Christiaan Bax                                                                 | Edoardo Soleri 8' Moustapha Seck 90'                                                                                       |               | '91 Jonathan Okita | Basisopstelling NEC: Marco van Duin; Guus Joppen, Rens van Eijden, Mathias Bossaerts, Leroy Labylle 83' ( Josef Kvída); Mart Dijkstra, Anass Achahbar, Tom Overtoom; Jonathan Okita, Sven Braken, Ole Romeny 63' ( Brahim Darri). Reservebank: Job Schuurman, Bart van Rooij, Robin Buwalda, Frank Sturing, Kevin Jansen, Paolo Sabak, Mike Trésor Ndayishimiye.                                   |
| Afwezig: Randy Wolters , Norbert Alblas , Joey van den Berg , Terry Lartey-Sanniez , Lance Duijvestijn .                                  | |               | | |
| | |               | | |
| Speelronde 9 12 oktober 2018, 20:00 | N.E.C. | 0 – 1 (0 – 1) | FC Eindhoven | : Rens van Eijden |
| Goffertstadion, Nijmegen Toeschouwers: 8.230 Scheidsrechter: Clay Ruperti                                                                 | Mart Dijkstra 44' Sven Braken 56' Anass Achahbar 87'                                                                       |               | '19 Augustine Loof '28 Branco van den Boomen '32 Collin Seedorf '68 Marcelo Lopes                                         | Basisopstelling NEC: Marco van Duin; Guus Joppen, Rens van Eijden, Mathias Bossaerts 36' ( Josef Kvída), Leroy Labylle; Mart Dijkstra, Tom Overtoom 74' ( Paolo Sabak), Frank Sturing 46' ( Brahim Darri); Jonathan Okita, Sven Braken, Anass Achahbar. Reservebank: Job Schuurman, Robin Buwalda, Terry Lartey Sanniez, Kevin Jansen, Mike Trésor Ndayishimiye.                                   |
| Afwezig: Randy Wolters , Norbert Alblas , Joey van den Berg , Lance Duijvestijn , Ole Romeny en Bart van Rooij (interlandverplichtingen). | |               | | |
| | |               | | |
| Speelronde 10 19 oktober 2018, 20:00 | Telstar | 0 – 3 (0 – 1) | N.E.C. | : Tom Overtoom |
| Rabobank IJmond Stadion, Velsen-Zuid Toeschouwers: 2.663 Scheidsrechter: Stan Teuben                                                      | Anass Najah 36’ Terell Ondaan 56’ Toine van Huizen 62’                                                                     |               | '5 Jonathan Okita '57 Jonathan Okita '59 Josef Kvída '60 Anass Achahbar '72 Sven Braken '75 Mart Dijkstra '79 Sven Braken | Basisopstelling NEC: Marco van Duin; Guus Joppen, Robin Buwalda, Josef Kvída, Leroy Labylle; Mart Dijkstra 86' ( Frank Sturing), Anass Achahbar 65' ( Joey van den Berg), Tom Overtoom; Jonathan Okita, Sven Braken, Ole Romeny. Reservebank: Job Schuurman, Terry Lartey Sanniez, Kevin Jansen, Paolo Sabak, Mike Trésor Ndayishimiye, Brahim Darri.                                              |
| Afwezig: Randy Wolters , Norbert Alblas , Lance Duijvestijn , Mathias Bossaerts , Rens van Eijden .                                       | |               | | |
| | |               | | |
| Speelronde 11 26 oktober 2018, 20:00 | N.E.C. | 1 – 5 (0 – 1) | TOP Oss | : Tom Overtoom |
| Goffertstadion, Nijmegen Toeschouwers: 8.500 Scheidsrechter: Jeroen Manschot                                                              | Jonathan Okita 53’ Joey van den Berg 70’ Jonathan Okita 84’                                                                |               | '30 Bryan Smeets '39 Dean van der Sluys '46 Mart Dijkstra '55 Rick Stuy van den Herik '60 Hüseyin Doğan '82 Bryan Smeets  | Basisopstelling NEC: Marco van Duin; Guus Joppen 60' ( Mike Trésor Ndayishimiye), Robin Buwalda, Josef Kvída, Leroy Labylle 46' ( Frank Sturing); Mart Dijkstra, Anass Achahbar, Tom Overtoom; Jonathan Okita, Sven Braken, Ole Romeny 46' ( Joey van den Berg). Reservebank: Job Schuurman, Terry Lartey Sanniez, Kevin Jansen, Paolo Sabak, Brahim Darri.                                        |
| Afwezig: Randy Wolters , Norbert Alblas , Lance Duijvestijn , Mathias Bossaerts , Rens van Eijden .                                       | |               | | |

#### Tweede periode (november, december)
| | |               |                                                                                                | |
| Speelronde 12 4 november 2018, 20:00 | N.E.C. | 3 – 1 (0 – 1) | Jong AZ                                                                                        | : Rens van Eijden |
| Goffertstadion, Nijmegen Toeschouwers: 8.890 Scheidsrechter: Richard Martens                                                                       | Mathias Bossaerts 40’ Joey van den Berg 50’ Rens van Eijden 59’ Tom Overtoom 83’ Sven Braken 90+1’ Paolo Sabak 90+3’ |               | '29 Vince Gino Dekker '42 Tijjani Reijnders                                                    | Basisopstelling NEC: Marco van Duin; Guus Joppen, Rens van Eijden, Mathias Bossaerts, Leroy Labylle; Tom Overtoom, Kevin Jansen 53' ( Anass Achahbar), Joey van den Berg; Jonathan Okita 75' ( Paolo Sabak), Sven Braken, Ole Romeny 58' ( Mike Trésor Ndayishimiye). Reservebank: Oliver Zelenika, Terry Lartey-Sanniez, Frank Sturing, Robin Buwalda, Josef Kvída, Brahim Darri.           |
| Afwezig: Randy Wolters , Norbert Alblas , Lance Duijvestijn , Mart Dijkstra .                                                                      | |               |                                                                                                | |
| | |               |                                                                                                | |
| Speelronde 13 9 november 2018, 20:00 | Jong Ajax | 4 – 0 (1 – 0) | N.E.C.                                                                                         | : Rens van Eijden |
| Sportpark De Toekomst, Amsterdam Toeschouwers: 656 Scheidsrechter: Rob Dieperink                                                                   | Dani de Wit 30’ Boy Kemper 60’ Kaj Sierhuis 66’ Vaclav Cerny 73’ Ché Nunnely 83’                                     |               | '34 Mart Dijkstra '64 Joey van den Berg                                                        | Basisopstelling NEC: Marco van Duin; Guus Joppen, Rens van Eijden, Mathias Bossaerts, Leroy Labylle; Mart Dijkstra 70' ( Mike Trésor Ndayishimiye), Tom Overtoom , Joey van den Berg; Jonathan Okita, Sven Braken, Ole Romeny 46' ( Anass Achahbar). Reservebank: Oliver Zelenika, Terry Lartey-Sanniez, Frank Sturing, Robin Buwalda, Josef Kvída, Kevin Jansen, Paolo Sabak, Brahim Darri. |
| Afwezig: Randy Wolters , Norbert Alblas . | |               |                                                                                                | |
| | |               |                                                                                                | |
| Speelronde 14 18 november 2018, 16:45 | N.E.C. | 1 – 1 (1 – 0) | Sparta Rotterdam                                                                               | : Rens van Eijden |
| Goffertstadion, Nijmegen Toeschouwers: 8.753 Scheidsrechter: Siemen Mulder                                                                         | Sven Braken 7’ Mathias Bossaerts 58’ Mart Dijkstra 66’ Rens van Eijden 89’                                           |               | '27 Adil Auassar '84 Abdou Harroui                                                             | Basisopstelling NEC: Oliver Zelenika; Guus Joppen 29' ( Terry Lartey-Sanniez), Rens van Eijden, Mathias Bossaerts, Josef Kvída; Mart Dijkstra , Tom Overtoom , Joey van den Berg; Jonathan Okita, Sven Braken 78' ( Anass Achahbar), Leroy Labylle. Reservebank: Job Schuurman, Frank Sturing, Robin Buwalda, Kevin Jansen, Paolo Sabak, Brahim Darri, Ole Romeny.                           |
| Afwezig: Randy Wolters , Norbert Alblas , Marco van Duin                                                                                           | |               |                                                                                                | |
| | |               |                                                                                                | |
| Speelronde 15 23 november 2018, 20:00 | RKC Waalwijk | 1 – 0 (1 – 0) | N.E.C.                                                                                         | : Rens van Eijden |
| Mandemakers Stadion, Waalwijk Toeschouwers: 2.372 Scheidsrechter: Martin Pérez                                                                     | Roland Bergkamp 37’ Kevin Vermeulen 74’ Darren Maatsen 82’                                                           |               | '37 Joey van den Berg '52 Kevin Jansen '77 Rens van Eijden                                     | Basisopstelling NEC: Oliver Zelenika; Terry Lartey-Sanniez, Rens van Eijden, Mathias Bossaerts, Josef Kvída 71' ( Brahim Darri); Kevin Jansen , Tom Overtoom 16' ( Ole Romeny 46' ( Anass Achahbar), Joey van den Berg; Jonathan Okita, Sven Braken, Leroy Labylle. Reservebank: Marco van Duin, Robin Buwalda, Paolo Sabak, Mike Trésor Ndayishimiye                                        |
| Afwezig: Randy Wolters , Norbert Alblas , Guus Joppen , Frank Sturing , Mart Dijkstra (schorsing).                                                 | |               |                                                                                                | |
| | |               |                                                                                                | |
| Speelronde 16 30 november 2018, 20:00 | N.E.C. | 5 – 1 (1 – 1) | FC Volendam                                                                                    | : Rens van Eijden |
| Goffertstadion, Nijmegen Toeschouwers: 7.964 Scheidsrechter: Ken Vermeiren                                                                         | Jonathan Okita 29’ Brahim Darri 51’ Brahim Darri 58’ Rens van Eijden 62’ Anass Achahbar 72’ Leroy Labylle 85’        |               | '26 Boy Deul                                                                                   | Basisopstelling NEC: Oliver Zelenika; Terry Lartey-Sanniez, Rens van Eijden, Mathias Bossaerts, Josef Kvída; Mart Dijkstra , Anass Achahbar 81' ( Paolo Sabak), Leroy Labylle; Jonathan Okita 81' ( Ole Romeny), Sven Braken, Brahim Darri 90' ( Robin Buwalda). Reservebank: Marco van Duin, Niek Hoogveld, Bart van Rooij, Mike Trésor Ndayishimiye                                        |
| Afwezig: Randy Wolters , Norbert Alblas , Guus Joppen , Frank Sturing , Tom Overtoom , Joey van den Berg (schorsing), Kevin Jansen (disciplinair). | |               |                                                                                                | |
| | |               |                                                                                                | |
| Speelronde 17 7 december 2018, 20:00 | FC Den Bosch | 3 – 2 (1 – 1) | N.E.C.                                                                                         | : Rens van Eijden |
| Stadion De Vliert, Den Bosch Toeschouwers: 4.152 Scheidsrechter: Joey Kooij                                                                        | Sven Blummel 39’ Stefano Beltrame 58’ Sam Kersten 77’ Danny Verbeek 80’ Jort van der Sande 90’                       |               | '19 Jonathan Okita '46 Joey van den Berg '72 Brahim Darri '76 Brahim Darri '89 Rens van Eijden | Basisopstelling NEC: Oliver Zelenika; Terry Lartey-Sanniez, Rens van Eijden, Mathias Bossaerts, Leroy Labylle; Mart Dijkstra , Anass Achahbar 79' ( Robin Buwalda), Joey van den Berg; Jonathan Okita 81' ( Ole Romeny), Sven Braken 46' ( Josef Kvída), Brahim Darri 83' ( Ole Romeny). Reservebank: Marco van Duin, Guus Joppen, Paolo Sabak, Mike Trésor Ndayishimiye                     |
| Afwezig: Randy Wolters , Norbert Alblas , Frank Sturing , Tom Overtoom , Kevin Jansen (disciplinair).                                              | |               |                                                                                                | |
| | |               |                                                                                                | |
| Speelronde 18 14 december 2018, 20:00 | N.E.C. | 0 – 1 (0 – 1) | MVV                                                                                            | : Rens van Eijden |
| Goffertstadion, Nijmegen Toeschouwers: 8.326 Scheidsrechter: Richard Martens                                                                       | |               | '33 Luc Mares '53 Luc Mares '77 Anthony van den Hurk                                           | Basisopstelling NEC: Marco van Duin; Terry Lartey-Sanniez, Rens van Eijden, Mathias Bossaerts 68' ( Paolo Sabak), Josef Kvída; Mart Dijkstra 89' ( Ole Romeny), Anass Achahbar, Leroy Labylle; Jonathan Okita, Sven Braken, Brahim Darri 83' ( Ole Romeny). Reservebank: Job Schuurman, Guus Joppen, Robin Buwalda, Mike Trésor Ndayishimiye                                                 |
| Afwezig: Randy Wolters , Norbert Alblas , Frank Sturing , Tom Overtoom , Joey van den Berg (schorsing), Kevin Jansen (disciplinair).               | |               |                                                                                                | |
| | |               |                                                                                                | |
| Speelronde 19 21 december 2018, 20:00 | FC Twente | 2 – 0 (2 – 0) | N.E.C.                                                                                         | : Rens van Eijden |
| De Grolsch Veste, Enschede Toeschouwers: 24.600 Scheidsrechter: Martin Pérez                                                                       | Rafik Zekhnini 30’ Jari Oosterwijk 47’ Javier Espinosa 65’ Xandro Schenk 74’                                         |               | '65 Jonathan Okita '83 Paolo Sabak                                                             | Basisopstelling NEC: Marco van Duin; Guus Joppen, Rens van Eijden, Mathias Bossaerts, Terry Lartey-Sanniez; Mart Dijkstra 54' ( Paolo Sabak), Anass Achahbar 66' ( Ole Romeny), Leroy Labylle; Jonathan Okita, Sven Braken 79' ( Mike Trésor Ndayishimiye), Brahim Darri. Reservebank: Job Schuurman, Josef Kvída, Robin Buwalda.                                                            |
| Afwezig: Randy Wolters , Norbert Alblas , Frank Sturing , Tom Overtoom , Joey van den Berg (schorsing), Kevin Jansen (disciplinair).               | |               |                                                                                                | |

#### Derde periode (januari, februari, maart)
| | |               | | |
| Speelronde 20 13 januari 2019, 14:30 | FC Eindhoven | 3 – 2 (1 – 0) | N.E.C. | : Rens van Eijden |
| Jan Louwers Stadion, Eindhoven Toeschouwers: 2.884 Scheidsrechter: Stan Teuben | Alvin Daniëls 39’ Branco van den Boomen 42’ Karim Essikal 64’ Branco van den Boomen 78’ Sam Elisha 88’                  |               | '24 Rens van Eijden '38 Brahim Darri '53 Mike Trésor Ndayishimiye '58 Joey van den Berg '61 Ferdy Druijf '81 Terry Lartey-Sanniez | Basisopstelling NEC: Marco van Duin; Terry Lartey-Sanniez, Rens van Eijden, Robin Buwalda, Leroy Labylle; Joey van den Berg, Anass Achahbar 46' ( Ole Romeny), Tom Overtoom 90' ( Josef Kvída); Jonathan Okita, Ferdy Druijf, Brahim Darri 46' ( Mike Trésor Ndayishimiye). Reservebank: Oliver Zelenika, Guus Joppen, Mathias Bossaerts, Mart Dijkstra.                                |
| Afwezig: Randy Wolters , Norbert Alblas , Frank Sturing , Sven Braken (transferperikelen). | |               | | |
| | |               | | |
| Speelronde 21 18 januari 2019, 20:00 | N.E.C. | 1 – 1 (1 – 1) | Telstar | : Joey van den Berg |
| Goffertstadion, Nijmegen Toeschouwers: 7.342 Scheidsrechter: Sander van der Eijck | Kick Groot 9’ Josef Kvída 35’ Ole Romeny 85’                                                                            |               | '32 Anass Najah '35 Senne Lynen                                                                                                   | Basisopstelling NEC: Marco van Duin; Terry Lartey-Sanniez, Robin Buwalda, Josef Kvída, Leroy Labylle; Joey van den Berg, Mart Dijkstra 72' ( Mike Trésor Ndayishimiye), Tom Overtoom; Jonathan Okita 82' ( Morad El Haddouti), Ferdy Druijf, Ole Romeny. Reservebank: Oliver Zelenika, Niek Hoogveld, Guus Joppen.                                                                      |
| Afwezig: Randy Wolters , Norbert Alblas , Frank Sturing , Sven Braken (transferperikelen), Anass Achahbar en Brahim Darri (disciplinair), Rens van Eijden en Paolo Sabak (schorsing), Mathias Bossaerts . | |               | | |
| | |               | | |
| Speelronde 22 25 januari 2019, 20:00 | TOP Oss | 1 – 1 (0 – 0) | N.E.C. | : Joey van den Berg |
| Frans Heesen Stadion, Oss Toeschouwers: 2.013 Scheidsrechter: Martin van den Kerkhof | Ragnar Oratmangoen 50’ Philippe Rommens 53’ Ragnar Oratmangoen 92’                                                      |               | '83 Ferdy Druijf | Basisopstelling NEC: Marco van Duin; Terry Lartey-Sanniez, Robin Buwalda, Josef Kvída, Leroy Labylle 78' ( Mike Trésor Ndayishimiye); Joey van den Berg, Mart Dijkstra 57' ( Paolo Sabak), Tom Overtoom; Jonathan Okita 83' ( Morad El Haddouti), Ferdy Druijf, Ole Romeny. Reservebank: Oliver Zelenika, Mathias Bossaerts, Guus Joppen.                                               |
| Afwezig: Randy Wolters , Norbert Alblas , Frank Sturing , Anass Achahbar en Brahim Darri (disciplinair), Rens van Eijden .                                                                                | |               | | |
| | |               | | |
| Speelronde 23 1 februari 2019, 20:00 | N.E.C. | 4 – 1 (4 – 1) | Jong FC Utrecht | : Joey van den Berg |
| Goffertstadion, Nijmegen Toeschouwers: 7.125 Scheidsrechter: Jannick van der Laan | Ferdy Druijf 15’ Mike Trésor Ndayishimiye 23’ Ferdy Druijf 27’ Joey van den Berg 37’ Ferdy Druijf 43’ Randy Wolters 87’ |               | '24 Nick Venema '92 Nick Venema                                                                                                   | Basisopstelling NEC: Mattijs Branderhorst; Terry Lartey-Sanniez, Mathias Bossaerts 81' ( Robin Buwalda), Josef Kvída, Leroy Labylle; Joey van den Berg 64' ( Jordy Bruijn), Mart Dijkstra , Tom Overtoom; Jonathan Okita, Ferdy Druijf, Mike Trésor Ndayishimiye 79' ( Randy Wolters). Reservebank: Oliver Zelenika, Marco van Duin, Niek Hoogveld, Paolo Sabak, Morad El Haddouti      |
| Afwezig: Norbert Alblas , Frank Sturing , Anass Achahbar (disciplinair), Rens van Eijden , Ole Romeny .                                                                                                   | |               | | |
| | |               | | |
| Speelronde 24 8 februari 2019, 20:00 | SC Cambuur | 1 – 1 (1 – 0) | N.E.C | : Joey van den Berg |
| Cambuurstadion, Leeuwarden Toeschouwers: 7.010 Scheidsrechter: Jochem Kamphuis | Matthew Steenvoorden 28’                                                                                                |               | '52 Josef Kvída '64 Ferdy Druijf '82 Terry Lartey-Sanniez '82 Joey van den Berg                                                   | Basisopstelling NEC: Mattijs Branderhorst; Terry Lartey-Sanniez, Mathias Bossaerts, Josef Kvída, Leroy Labylle; Joey van den Berg, Mart Dijkstra , Tom Overtoom 68' ( Jordy Bruijn); Jonathan Okita, Ferdy Druijf, Mike Trésor Ndayishimiye 61' ( Randy Wolters). Reservebank: Marco van Duin, Oliver Zelenika, Robin Buwalda, Niek Hoogveld, Paolo Sabak, Morad El Haddouti.           |
| Afwezig: Norbert Alblas , Frank Sturing , Anass Achahbar (disciplinair), Rens van Eijden , Ole Romeny .                                                                                                   | |               | | |
| | |               | | |
| Speelronde 25 15 februari 2019, 20:00 | Go Ahead Eagles | 4 – 4 (4 – 2) | N.E.C | : Joey van den Berg |
| De Adelaarshorst, Deventer Toeschouwers: 9.225 Scheidsrechter: Christiaan Bax | Paco van Moorsel 1’ Richard van der Venne 10’ Jeroen Veldmate 23’ Jeroen Veldmate 37’ Hobie Verhulst 82’                |               | '16 Ferdy Druijf '36 Joey van den Berg '66 Ferdy Druijf '82 Josef Kvída '84 Mike Trésor Ndayishimiye                              | Basisopstelling NEC: Mattijs Branderhorst; Terry Lartey-Sanniez, Mathias Bossaerts, Josef Kvída, Leroy Labylle; Joey van den Berg, Jordy Bruijn , Tom Overtoom 83' ( Ole Romeny); Jonathan Okita, Ferdy Druijf, Randy Wolters 62' ( Mike Trésor Ndayishimiye). Reservebank: Marco van Duin, Oliver Zelenika, Guus Joppen, Robin Buwalda, Niek Hoogveld, Paolo Sabak, Morad El Haddouti. |
| Afwezig: Norbert Alblas , Frank Sturing , Anass Achahbar (disciplinair), Rens van Eijden , Mart Dijkstra .                                                                                                | |               | | |
| | |               | | |
| Speelronde 26 22 februari 2019, 20:00 | N.E.C. | 5 – 0 (3 – 0) | Almere City | : Joey van den Berg |
| Goffertstadion, Nijmegen Toeschouwers: 7.250 Scheidsrechter: Allard Lindhout | Jonathan Okita 21’ Jonathan Okita 37’ Mathias Bossaerts 42’ Jordy Bruijn 72’ Mathias Bossaerts 82’                      |               | | Basisopstelling NEC: Mattijs Branderhorst; Guus Joppen 83' ( Bart van Rooij), Mathias Bossaerts, Josef Kvída, Terry Lartey-Sanniez; Joey van den Berg 80' ( Paolo Sabak), Jordy Bruijn , Leroy Labylle; Jonathan Okita, Ferdy Druijf, Randy Wolters 68' ( Mike Trésor Ndayishimiye). Reservebank: Marco van Duin, Oliver Zelenika, Niek Hoogveld, Mart Dijkstra, Ole Romeny.            |
| Afwezig: Norbert Alblas , Frank Sturing , Anass Achahbar (disciplinair), Rens van Eijden , Tom Overtoom .                                                                                                 | |               | | |
| | |               | | |
| Speelronde 27 1 maart 2019, 20:00 | FC Dordrecht | 2 – 2 (1 – 1) | N.E.C. | : Joey van den Berg |
| Riwal Hoogwerkers Stadion, Dordrecht Toeschouwers: 1.545 Scheidsrechter: Laurens Gerrets | Crysencio Summerville 35’ Joël Zwarts 48’ Brandon Ormonde-Ottewill 78’                                                  |               | '37 Ferdy Druijf '41 Mart Dijkstra '68 Mart Dijkstra '82 Guus Joppen '84 Leroy Labylle '87 Jonathan Okita                         | Basisopstelling NEC: Mattijs Branderhorst; Guus Joppen, Mathias Bossaerts, Josef Kvída, Terry Lartey-Sanniez 40' ( Mart Dijkstra); Joey van den Berg, Jordy Bruijn 73' ( Ole Romeny), Leroy Labylle; Jonathan Okita, Ferdy Druijf, Randy Wolters 54' ( Mike Trésor Ndayishimiye). Reservebank: Marco van Duin, Oliver Zelenika, Bart van Rooij, Niek Hoogveld                           |
| Afwezig: Norbert Alblas , Frank Sturing , Anass Achahbar (disciplinair), Rens van Eijden , Tom Overtoom .                                                                                                 | |               | | |
| | |               | | |
| Speelronde 28 8 maart 2019, 20:00 | N.E.C. | 1 – 0 (1 – 0) | Roda JC | : Joey van den Berg |
| Goffertstadion, Nijmegen Toeschouwers: 7.943 Scheidsrechter: Erwin van de Graaf | Jordy Bruijn 7’ Joey van den Berg 33’ Randy Wolters 57’ Josef Kvída 76’ Leroy Labylle 92’                               |               | '40 Niels Verburgh '71 Nicky Souren '83 Mitchel Keulen                                                                            | Basisopstelling NEC: Mattijs Branderhorst; Guus Joppen, Mathias Bossaerts, Joey van den Berg, Josef Kvída; Mart Dijkstra 83' ( Ole Romeny), Jordy Bruijn, Leroy Labylle; Jonathan Okita, Ferdy Druijf, Randy Wolters 86' ( Mike Trésor Ndayishimiye). Reservebank: Marco van Duin, Terry Lartey-Sanniez, Niek Hoogveld, Paolo Sabak.                                                    |
| Afwezig: Norbert Alblas , Frank Sturing , Anass Achahbar (disciplinair), Rens van Eijden , Tom Overtoom .                                                                                                 | |               | | |
| | |               | | |
| Speelronde 29 15 maart 2019, 20:00 | N.E.C. | 5 – 0 (3 – 0) | FC Den Bosch | : Joey van den Berg |
| Goffertstadion, Nijmegen Toeschouwers: 8.456 Scheidsrechter: Kevin Blom | Jonathan Okita 11' Mike Trésor Ndayishimiye 13’ Ferdy Druijf 22’ Jonathan Okita 57’ Jonathan Okita 87’                  |               | '46 Luuk Brouwers '75 Amine Khammas                                                                                               | Basisopstelling NEC: Mattijs Branderhorst; Guus Joppen, Mathias Bossaerts, Joey van den Berg 65' ( Terry Lartey-Sanniez), Josef Kvída 84' ( Niek Hoogveld); Mart Dijkstra, Mike Trésor Ndayishimiye, Jordy Bruijn; Jonathan Okita, Ferdy Druijf, Randy Wolters 81' ( Paolo Sabak). Reservebank: Marco van Duin, Ole Romeny, Anthony Musaba                                              |
| Afwezig: Norbert Alblas , Frank Sturing , Anass Achahbar (disciplinair), Rens van Eijden , Tom Overtoom , Leroy Labylle (schorsing)                                                                       | |               | | |

#### Vierde periode (maart, april)
| | |               |                                                                                                | |
| Speelronde 30 24 maart 2019, 12:15 | Sparta Rotterdam | 1 – 0 (1 – 0) | N.E.C.                                                                                         | : Joey van den Berg |
| Spartastadion Het Kasteel, Rotterdam Toeschouwers: Scheidsrechter: Christiaan Bax                                                                | Ragnar Ache 40' |               | '32 Jordy Bruijn '42 Randy Wolters                                                             | Basisopstelling NEC: Mattijs Branderhorst; Guus Joppen, Mathias Bossaerts 56' ( Tom Overtoom), Joey van den Berg , Josef Kvída; Leroy Labylle, Mart Dijkstra, Jordy Bruijn; Jonathan Okita, Mike Trésor Ndayishimiye 88' ( Hicham Haouat), Randy Wolters. Reservebank: Marco van Duin, Oliver Zelenika, Terry Lartey-Sanniez, Frank Sturing, Niek Hoogveld, Paolo Sabak, Anthony Musaba,                     |
| Afwezig:Norbert Alblas , Anass Achahbar (disciplinair), Rens van Eijden , Ferdi Druijf, Ole Romeny, Bart van Rooij (allen interlands)            | |               |                                                                                                | |
| | |               |                                                                                                | |
| Speelronde 31 29 maart 2019, 20:00 | N.E.C. | 1 – 2 (1 – 1) | Jong Ajax                                                                                      | : Joey van den Berg |
| Goffertstadion, Nijmegen Toeschouwers: 9.587 Scheidsrechter: Christian Mulder                                                                    | Ferdy Druijf 9' Randy Wolters 26' Joey van den Berg 64' Josef Kvída 64' Guus Joppen 83'                                        |               | '23 Vaclav Cerny '89 Lassina Traoré '90+6 Lassina Traoré                                       | Basisopstelling NEC: Mattijs Branderhorst; Guus Joppen, Joey van den Berg, Josef Kvída, Terry Lartey-Sanniez; Mart Dijkstra, Jordy Bruijn, Leroy Labylle; Jonathan Okita, Ferdy Druijf, Randy Wolters 87' ( Mike Trésor Ndayishimiye). Reservebank: Marco van Duin, Oliver Zelenika, Niek Hoogveld, Frank Sturing, Tom Overtoom, Paolo Sabak, Ole Romeny.                                                    |
| Afwezig: Norbert Alblas , Anass Achahbar (disciplinair), Rens van Eijden , Mathias Bossaerts .                                                   | |               |                                                                                                | |
| | |               |                                                                                                | |
| Speelronde 32 1 april 2019, 20:00 | Jong AZ | 4 – 0 (2 – 0) | N.E.C.                                                                                         | : Tom Overtoom |
| Sportcomplex Kalverhoek, Wijdewormer Toeschouwers: 600 Scheidsrechter: Stan Teuben                                                               | Mauro Savastano 41' Mees Kaandorp 43' Jelle Duin 73' Thijs Oosting 90+3'                                                       |               | '58 Randy Wolters '69 Frank Sturing '76 Guus Joppen                                            | Basisopstelling NEC: Mattijs Branderhorst; Terry Lartey-Sanniez, Guus Joppen, Mart Dijkstra, Leroy Labylle; Tom Overtoom 46' ( Frank Sturing), Jordy Bruijn, Mike Trésor Ndayishimiye; Jonathan Okita 79' ( Hicham Haouat), Ferdy Druijf, Randy Wolters 62' ( Ole Romeny). 'Reservebank: Marco van Duin, Oliver Zelenika, Niek Hoogveld, Bart van Rooij, Paolo Sabak                                         |
| Afwezig: Norbert Alblas , Anass Achahbar (disciplinair), Rens van Eijden , Mathias Bossaerts , Josef Kvída, Joey van den Berg (beide schorsing). | |               |                                                                                                | |
| | |               |                                                                                                | |
| Speelronde 33 8 april 2019, 20:00 | Jong PSV | 1 – 2 (0 – 2) | N.E.C.                                                                                         | : Tom Overtoom |
| De Herdgang, Eindhoven Toeschouwers: 412 Scheidsrechter: Erwin Blank                                                                             | Mauro Júnior 37' Matthias Verreth 39' Frank Sturing 87'                                                                        |               | '22 Ferdy Druijf '27 Mart Dijkstra '34 Jordy Bruijn '43 Jonathan Okita                         | Basisopstelling NEC: Mattijs Branderhorst; Guus Joppen, Frank Sturing, Josef Kvída, Terry Lartey-Sanniez; Mart Dijkstra, Jordy Bruijn 88' ( Ole Romeny), Tom Overtoom; Jonathan Okita, Ferdy Druijf, Leroy Labylle. Reservebank: Marco van Duin, Oliver Zelenika, Niek Hoogveld, Mathias Bossaerts, Bart van Rooij, Paolo Sabak, Anthony Musaba, Mike Trésor Ndayishimiye                                    |
| Afwezig: Norbert Alblas , Anass Achahbar (disciplinair), Rens van Eijden , Randy Wolters (schorsing)                                             | |               |                                                                                                | |
| | |               |                                                                                                | |
| Speelronde 34 12 april 2019, 20:00 | N.E.C. | 3 – 2 (1 – 1) | Helmond Sport                                                                                  | : Jordy Bruijn |
| Goffertstadion, Nijmegen Toeschouwers: 7.892 Scheidsrechter: Edgar Bijl                                                                          | Mart Dijkstra 29' Randy Wolters 45' Josef Kvída 53' Frank Sturing 56' Randy Wolters 80'                                        |               | '12 Dylan George '22 Steven Edwards '57 Tibeau Swinnen '72 Stijn van Gassel '83 Tibeau Swinnen | Basisopstelling NEC: Mattijs Branderhorst; Guus Joppen, Frank Sturing, Josef Kvída, Terry Lartey-Sanniez 75' ( Mike Trésor Ndayishimiye); Mart Dijkstra, Jordy Bruijn, Leroy Labylle; Jonathan Okita, Ferdy Druijf, Randy Wolters. Reservebank: Marco van Duin, Oliver Zelenika, Niek Hoogveld, Mathias Bossaerts, Bart van Rooij, Paolo Sabak, Anthony Musaba, Ole Romeny                                   |
| Afwezig: Norbert Alblas , Anass Achahbar (disciplinair), Rens van Eijden , Tom Overtoom .                                                        | |               |                                                                                                | |
| | |               |                                                                                                | |
| Speelronde 35 19 april 2019, 20:00 | FC Volendam | 2 – 3 (0 – 2) | N.E.C.                                                                                         | : Joey van den Berg |
| Kras Stadion, Volendam Toeschouwers: 3.446 Scheidsrechter: Jannick van der Laan                                                                  | Marco Tol 39' Rodney Antwi 52' Gijs Smal 56' Rodney Antwi 67' Anthony Berenstein 77' Mike Eerdhuijzen 90+3' Joey Veerman 90+7' |               | '1 Mike Trésor Ndayishimiye '8 Ferdy Druijf '84 Joey van den Berg '90+1 Jonathan Okita         | Basisopstelling NEC: Mattijs Branderhorst; Guus Joppen, Mathias Bossaerts, Joey van den Berg, Leroy Labylle; Mart Dijkstra, Mike Trésor Ndayishimiye 90+4' ( Josef Kvída), Jordy Bruijn 60' ( Terry Lartey-Sanniez); Jonathan Okita, Ferdy Druijf, Randy Wolters 77' ( Anthony Musaba). Reservebank: Marco van Duin, Oliver Zelenika, Niek Hoogveld, Frank Sturing, Paolo Sabak, Ole Romeny                  |
| Afwezig: Norbert Alblas , Anass Achahbar (disciplinair), Rens van Eijden , Tom Overtoom .                                                        | |               |                                                                                                | |
| | |               |                                                                                                | |
| Speelronde 36 22 april 2019, 20:00 | N.E.C. | 2 – 1 (0 – 1) | RKC Waalwijk                                                                                   | : Jordy Bruijn |
| Goffertstadion, Nijmegen Toeschouwers: 8.153 Scheidsrechter: Sander van den Eijck                                                                | Randy Wolters 44' Ferdy Druijf 48' Mathias Bossaerts 52' Jonathan Okita 72'                                                    |               | '15 Melle Meulensteen '32 Stijn Spierings                                                      | Basisopstelling NEC: Mattijs Branderhorst; Guus Joppen, Mathias Bossaerts, Josef Kvída, Leroy Labylle; Mart Dijkstra 87' ( Niek Hoogveld), Mike Trésor Ndayishimiye, Jordy Bruijn 60' ( Terry Lartey-Sanniez); Jonathan Okita, Ferdy Druijf, Randy Wolters 63' ( Anthony Musaba). Reservebank: Marco van Duin, Oliver Zelenika, Bart van Rooij, Terry Lartey-Sanniez, Tom Overtoom, Paolo Sabak, Ole Romeny, |
| Afwezig: Norbert Alblas , Anass Achahbar (disciplinair), Rens van Eijden , Joey van den Berg (schorsing), Frank Sturing .                        | |               |                                                                                                | |
| | |               |                                                                                                | |
| Speelronde 37 26 april 2019, 20:00 | N.E.C. | 4 – 0 (3 – 0) | FC Twente                                                                                      | : Jordy Bruijn |
| Goffertstadion, Nijmegen Toeschouwers: 8.473 Scheidsrechter: Pol van Boekel                                                                      | Mike Trésor Ndayishimiye 33' Ferdy Druijf 38' Jonathan Okita 41' Ferdy Druijf 79'                                              |               |                                                                                                | Basisopstelling NEC: Mattijs Branderhorst; Guus Joppen 81' ( Terry Lartey-Sanniez), Mathias Bossaerts, Josef Kvída, Leroy Labylle; Mart Dijkstra, Mike Trésor Ndayishimiye 87' ( Paolo Sabak), Jordy Bruijn, Jonathan Okita, Ferdy Druijf 86' ( Ole Romeny), Randy Wolters. Reservebank: Marco van Duin, Oliver Zelenika, Niek Hoogveld, Joey van den Berg, Tom Overtoom, Anthony Musaba,                    |
| Afwezig: Norbert Alblas , Anass Achahbar (disciplinair), Rens van Eijden , Frank Sturing .                                                       | |               |                                                                                                | |
| | |               |                                                                                                | |
| Speelronde 38 3 mei 2019, 20:00 | MVV | 1 – 1 (0 – 1) | N.E.C.                                                                                         | : Jordy Bruijn |
| De Geusselt, Maastricht Toeschouwers: 4.492 Scheidsrechter: Edwin van de Graaf                                                                   | Ricardo Ippel 2' Joshua Holtby 59' Asumah Abubakar 72' Xavier Mbuyamba 75' Jerome Deom 87' Marnick Vermijl 89'                 |               | '8 Ferdy Druijf                                                                                | Basisopstelling NEC: Mattijs Branderhorst; Guus Joppen, Mathias Bossaerts 77' ( Joey van den Berg), Josef Kvída, Leroy Labylle; Mart Dijkstra, Mike Trésor Ndayishimiye, Jordy Bruijn 46' ( Tom Overtoom), Jonathan Okita, Ferdy Druijf, Randy Wolters 86' ( Anthony Musaba). Reservebank: Marco van Duin, Oliver Zelenika, Niek Hoogveld, Terry Lartey-Sanniez, Paolo Sabak, Ole Romeny                     |
| Afwezig: Norbert Alblas , Anass Achahbar (disciplinair), Rens van Eijden , Frank Sturing .                                                       | |               |                                                                                                | |

## Play-offs om promotie/degradatue

### Wedstrijdverslagen
|                                                                                             |                                                                                       |               |                                       | |
| Ronde 1 10 mei 2019, 18:30 uur                                                              | N.E.C.                                                                                | 2 – 0 (2 – 0) | RKC Waalwijk                          | : Jordy Bruijn |
| Goffertstadion, Nijmegen Toeschouwers: 8.261 Scheidsrechter: Christiaan Bax                 | Mike Trésor Ndayishimiye 12' Jordy Bruijn 15' Mathias Bossaerts 21' Randy Wolters 67' |               | '86 Ezra Walian '90+1 Stijn Spierings | Basisopstelling NEC: Mattijs Branderhorst; Guus Joppen, Mathias Bossaerts, Josef Kvída, Leroy Labylle; Mart Dijkstra, Mike Trésor Ndayishimiye 79' ( Joey van den Berg), Jordy Bruijn 46' ( Tom Overtoom), Jonathan Okita, Ferdy Druijf, Randy Wolters 70' ( Anthony Musaba). Reservebank Oliver Zelenika, Job Schuurman, Terry Lartey-Sanniez, Niek Hoogveld, Frank Sturing, Paolo Sabak, Ole Romeny, Tom Overtoom. |
| Afwezig: Norbert Alblas , Anass Achahbar (disciplinair), Rens van Eijden , Marco van Duin . |                                                                                       |               |                                       | |
|                                                                                             |                                                                                       |               |                                       | |
| Ronde 1 14 mei 2019, 18:30 uur                                                              | RKC Waalwijk                                                                          | 3 – 0 (1 – 0) | N.E.C.                                | : Jordy Bruijn |
| Mandemakers Stadion, Waalwijk Toeschouwers: 3.249 Scheidsrechter: Joey Kooij                | Dylan Seys 41' Stijn Spierings 62' Anas Tahiri 63' Mario Bilate 70'                   |               | '65 Mart Dijkstra '85 Jonathan Okita  | Basisopstelling NEC: Mattijs Branderhorst; Guus Joppen, Mathias Bossaerts, Josef Kvída, Leroy Labylle; Mart Dijkstra, Mike Trésor Ndayishimiye 75' ( Anthony Musaba), Jordy Bruijn; Jonathan Okita 90' ( Ole Romeny), Ferdy Druijf, Randy Wolters 65' ( Joey van den Berg). Reservebank Oliver Zelenika, Marco van Duin, Terry Lartey-Sanniez, Niek Hoogveld, Paolo Sabak, Tom Overtoom                              |
| Afwezig: Norbert Alblas , Anass Achahbar (disciplinair), Rens van Eijden ,                  |                                                                                       |               |                                       | |

## KNVB Beker

### Wedstrijdverslagen
|                                                                                            |                                                                          |               | | |
| Ronde 1 25 september 2018, 20:45 uur                                                       | Excelsior                                                                | 2 – 3 (2 – 1) | N.E.C.                                                                                                  | : Tom Overtoom |
| Van Donge & De Roo Stadion, Rotterdam Toeschouwers: Scheidsrechter: Jochem Kamphuis        | Luigi Bruins 20' Robin Buwalda 24' Marcus Edwards 77' Marcus Edwards 83' |               | '34 Anass Achahbar '75 Guus Joppen '80 Sven Braken '107 Guus Joppen '114 Paolo Sabak '120 Mart Dijkstra | Basisopstelling NEC: Norbert Alblas; Guus Joppen, Robin Buwalda, Josef Kvída, Leroy Labylle; Frank Sturing, Tom Overtoom 73' ( Paolo Sabak), Mart Dijkstra; Jonathan Okita 73' ( Mike Trésor Ndayishimiye), Anass Achahbar 46' ( Sven Braken), Ole Romeny 91' ( Brahim Darri). Reservebank Marco van Duin, Terry Lartey-Sanniez, Mathias Bossaerts, Kevin Jansen.        |
| Afwezig: Randy Wolters , Rens van Eijden , Lance Duijvestijn .                             |                                                                          |               | | |
|                                                                                            |                                                                          |               | | |
| Ronde 2 1 november 2018, 18:30 uur                                                         | N.E.C.                                                                   | 2 – 3 (2 – 1) | Fortuna Sittard                                                                                         | : Joey van den Berg |
| Goffertstadion, Nijmegen Toeschouwers: 4.130 Scheidsrechter: Pol van Boekel                | Terry Lartey-Sanniez 20' Sven Braken 28' Joey van den Berg 48'           |               | '22 Mark Diemers '38 Mark Diemers '66 Finn Stokkers '76 Jorrit Smeets '85 Lars Hutten                   | Basisopstelling NEC: Marco van Duin; Terry Lartey-Sanniez, Robin Buwalda, Josef Kvída, Leroy Labylle; Kevin Jansen 90+1' ( Mathias Bossaerts), Tom Overtoom, Joey van den Berg), Mike Trésor Ndayishimiye 71' ( Brahim Darri), Sven Braken 71' ( Anass Achahbar), Jonathan Okita. Reservebank Oliver Zelenika, Guus Joppen, Rens van Eijden, Frank Sturing, Paolo Sabak. |
| Afwezig: Randy Wolters , Norbert Alblas , Lance Duijvestijn , Ole Romeny , Mart Dijkstra . |                                                                          |               | | |

## Clubstatistieken

### Stand, punten en doelpunten per speelronde
| Trainer                 | Jack de Gier | Jack de Gier | Jack de Gier | Jack de Gier | Jack de Gier | Jack de Gier | Jack de Gier | Jack de Gier | Jack de Gier | Jack de Gier | Jack de Gier | Jack de Gier | Jack de Gier | Jack de Gier | Jack de Gier | Jack de Gier | Jack de Gier | Jack de Gier | Jack de Gier | Jack de Gier | Jack de Gier | Jack de Gier | Jack de Gier | Jack de Gier | Jack de Gier | Jack de Gier | Jack de Gier | Jack de Gier | Jack de Gier | Jack de Gier | Jack de Gier | Jack de Gier | Ron de Groot | Ron de Groot | Ron de Groot | Ron de Groot | Ron de Groot | Ron de Groot | Ron de Groot | Ron de Groot |
| Punten per speelronde   | 1            | 3            | 3            | 3            | 1            | 3            | 1            | 0            | 0            | 3            | 0            | 3            | 0            | 1            | 0            | 3            | 0            | 0            | 0            | 0            | 1            | 1            | 3            | 1            | 1            | 3            | 1            | 3            | 3            | 0            | 0            | 0            | 3            | 3            | 3            | 3            | 3            | 1            |              |              |
| Punten na speelronde    | 1            | 4            | 7            | 10           | 11           | 14           | 15           | 15           | 15           | 18           | 18           | 21           | 21           | 22           | 22           | 25           | 25           | 25           | 25           | 25           | 26           | 27           | 30           | 31           | 32           | 35           | 36           | 39           | 42           | 42           | 42           | 42           | 45           | 48           | 51           | 54           | 57           | 58           |              |              |
| Stand na speelronde     | 8e           | 6e           | 4e           | 3e           | 4e           | 3e           | 4e           | 5e           | 7e           | 6e           | 8e           | 7e           | 8e           | 8e           | 10e          | 8e           | 10e          | 11e          | 12e          | 15e          | 15e          | 15e          | 14e          | 15e          | 15e          | 13e          | 13e          | 11e          | 9e           | 12e          | 14e          | 14e          | 14e          | 12e          | 11e          | 9e           | 8e           | 9e           |              |              |
| Goals per speelronde    | 2            | 2            | 1            | 3            | 4            | 3            | 1            | 0            | 0            | 3            | 1            | 3            | 0            | 1            | 0            | 5            | 2            | 0            | 0            | 2            | 1            | 1            | 4            | 1            | 4            | 5            | 2            | 1            | 5            | 0            | 1            | 0            | 2            | 3            | 3            | 2            | 4            | 1            |              |              |
| Goals na speelronde     | 2            | 4            | 5            | 8            | 12           | 15           | 16           | 16           | 16           | 19           | 20           | 23           | 23           | 24           | 24           | 29           | 31           | 31           | 31           | 33           | 34           | 35           | 39           | 40           | 44           | 49           | 51           | 52           | 57           | 57           | 58           | 58           | 60           | 63           | 66           | 68           | 72           | 73           |              |              |
| Doelsaldo na speelronde | +0           | +1           | +2           | +3           | +3           | +4           | +4           | +3           | +2           | +5           | +1           | +3           | -1           | -1           | -2           | +2           | +1           | +0           | -2           | -3           | -3           | -3           | +0           | +0           | +0           | +5           | +5           | +6           | +11          | +10          | +9           | +5           | +6           | +7           | +8           | +9           | +13          | +13          |              |              |

### Thuis/uit-verhouding
|               | ALM | CAM | DBO | DOR | EIN | GAE | HEL | JAJ | JAZ | JPS | JUT | MVV | OSS | RKC | RJC | SPA | TEL | TWE | VOL | Gem.      | Totaal |
| ------------- | --- | --- | --- | --- | --- | --- | --- | --- | --- | --- | --- | --- | --- | --- | --- | --- | --- | --- | --- | --------- | ------ |
| Uitslag thuis | 5-0 | 2-2 | 5-0 | 1-0 | 0-1 | 1-1 | 3-2 | 1-2 | 3-1 | 4-4 | 4-1 | 0-1 | 1-5 | 2-1 | 1-0 | 1-1 | 1-1 | 4-0 | 5-1 | 2,32-1,26 | 44-24  |
| Uitslag uit   | 1-0 | 1-1 | 3-2 | 1-1 | 3-2 | 4-4 | 2-3 | 4-0 | 4-0 | 1-2 | 1-2 | 1-1 | 1-1 | 1-0 | 2-3 | 1-0 | 0-3 | 2-0 | 2-3 | 1,89-1,53 | 36-29  |
| Punten thuis  | 3   | 1   | 3   | 3   | 0   | 1   | 3   | 0   | 3   | 1   | 3   | 0   | 0   | 3   | 3   | 1   | 1   | 3   | 3   | 1,84      | 35     |
| Punten uit    | 0   | 1   | 0   | 1   | 0   | 1   | 3   | 0   | 0   | 3   | 3   | 1   | 1   | 0   | 3   | 0   | 3   | 0   | 3   | 1,22      | 22     |
| Punten totaal | 3   | 2   | 3   | 4   | 0   | 2   | 6   | 0   | 3   | 4   | 6   | 1   | 1   | 3   | 6   | 1   | 4   | 3   | 6   | 1,53      | 58     |

Bijgewerkt op 3 mei.

### Toeschouwers
| Ronde | Tegenstander     | Toeschouwers | Totaal toeschouwers | Gemiddeld |
| ----- | ---------------- | ------------ | ------------------- | --------- |
| 1     | SC Cambuur       | 9.888        | 9.888               | 9.888     |
| 3     | FC Dordrecht     | 9.633        | 19.521              | 9.761     |
| 5     | Jong PSV         | 9.102        | 28.623              | 9.541     |
| 7     | Go Ahead Eagles  | 9.842        | 38.465              | 9.616     |
| 9     | FC Eindhoven     | 8.230        | 46.695              | 9.339     |
| 11    | TOP Oss          | 8.500        | 55.195              | 9.199     |
| 12    | Jong AZ          | 8.890        | 64.085              | 9.155     |
| 14    | Sparta Rotterdam | 8.753        | 72.838              | 9.105     |
| 16    | FC Volendam      | 7.964        | 80.802              | 8.978     |
| 18    | MVV              | 8.326        | 89.128              | 8.913     |
| 21    | Telstar          | 7.342        | 96.470              | 8.770     |
| 23    | Jong FC Utrecht  | 7.125        | 103.595             | 8.633     |
| 26    | Almere City      | 7.250        | 110.845             | 8.527     |
| 28    | Roda JC          | 7.943        | 118.788             | 8.485     |
| 29    | FC Den Bosch     | 8.456        | 127.244             | 8.483     |
| 31    | Jong Ajax        | 9.587        | 136.831             | 8.552     |
| 34    | Helmond Sport    | 7.892        | 144.723             | 8.513     |
| 36    | RKC Waalwijk     | 8.153        | 152.876             | 8.493     |
| 37    | FC Twente        | 8.473        | 161.349             | 8.492     |
| BE    | Fortuna Sittard  | 4.103        | 165.452             | 8.273     |
| PO    | RKC Waalwijk     | 8.261        | 173.713             | 8.272     |

## Spelersstatistieken

### Wedstrijden
| Speler                   | Jupiler League | KNVB Beker | Play-offs | Totaal | Speelminuten |
| ------------------------ | -------------- | ---------- | --------- | ------ | ------------ |
| Leroy Labylle            | 37             | 2          | 2         | 41     | 3656         |
| Jonathan Okita           | 37             | 2          | 2         | 41     | 3475         |
| Josef Kvída              | 33             | 2          | 2         | 37     | 2911         |
| Mart Dijkstra            | 31             | 1          | 2         | 34     | 2712         |
| Joey van den Berg        | 28             | 1          | 2         | 31     | 2263         |
| Matthias Bossaerts       | 26             | 1          | 2         | 29     | 2378         |
| Terry Lartey Sanniez     | 28             | 1          | 0         | 29     | 2251         |
| Guus Joppen              | 25             | 1          | 2         | 28     | 2142         |
| Tom Overtoom             | 25             | 2          | 0         | 27     | 2148         |
| Mike Trésor Ndayishimiye | 23             | 2          | 2         | 25     | 1323         |
| Ole Romeny               | 23             | 1          | 1         | 25     | 864          |
| Anass Achahbar           | 20             | 2          | 0         | 22     | 1521         |
| Sven Braken*             | 19             | 2          | 0         | 21     | 1775         |
| Ferdy Druijf             | 18             | 0          | 2         | 20     | 1796         |
| Mattijs Branderhorst     | 16             | 0          | 2         | 18     | 1610         |
| Jordy Bruijn             | 16             | 0          | 2         | 18     | 1394         |
| Randy Wolters            | 15             | 0          | 2         | 17     | 1171         |
| Brahim Darri*            | 15             | 2          | 0         | 17     | 1101         |
| Rens van Eijden          | 16             | 0          | 0         | 16     | 1440         |
| Marco van Duin           | 12             | 1          | 0         | 13     | 1098         |
| Robin Buwalda*           | 9              | 2          | 0         | 11     | 692          |
| Paolo Sabak              | 9              | 1          | 0         | 10     | 191          |
| Frank Sturing            | 7              | 1          | 0         | 8      | 441          |
| Norbert Alblas           | 5              | 1          | 0         | 6      | 552          |
| Anthony Musaba           | 3              | 0          | 2         | 5      | 81           |
| Oliver Zelenika          | 4              | 0          | 0         | 4      | 360          |
| Kevin Jansen*            | 2              | 1          | 0         | 3      | 233          |
| Gino Coutinho*           | 2              | 0          | 0         | 2      | 180          |
| Morad El Haddouti        | 2              | 0          | 0         | 2      | 16           |
| Hicham Haouat            | 2              | 0          | 0         | 2      | 13           |
| Niek Hoogveld            | 2              | 0          | 0         | 1      | 9            |
| Lance Duijvestijn        | 1              | 0          | 0         | 1      | 12           |
| Bart van Rooij           | 1              | 0          | 0         | 1      | 7            |
| Michael den Heijer       | 0              | 0          | 0         | 0      | 0            |
| Dani Theunissen          | 0              | 0          | 0         | 0      | 0            |
| Lowie van Zundert        | 0              | 0          | 0         | 0      | 0            |
| Totaal                   | 38             | 2          | 2         | 42     | 3810         |

* is inmiddels vertrokken

### Clubtopscorers 2018/19
| #   | Naam                     | Doelpunten     | Doelpunten | Doelpunten | Doelpunten | Assists        | Assists    | Assists   | Assists |
| #   | Naam                     | Jupiler League | KNVB Beker | Play-offs  | Totaal     | Jupiler League | KNVB Beker | Play-offs | Totaal  |
| --- | ------------------------ | -------------- | ---------- | ---------- | ---------- | -------------- | ---------- | --------- | ------- |
| 1.  | Jonathan Okita           | 15             | 0          | 0          | 15         | 11             | 1          | 0         | 12      |
| 2.  | Ferdy Druijf             | 15             | 0          | 0          | 15         | 0              | 0          | 0         | 0       |
| 3.  | Sven Braken*             | 9              | 2          | 0          | 11         | 1              | 1          | 0         | 2       |
| 4.  | Anass Achahbar           | 7              | 1          | 0          | 8          | 3              | 0          | 0         | 3       |
| 5.  | Mike Trésor Ndayishimiye | 7              | 0          | 0          | 7          | 2              | 0          | 0         | 2       |
| 6.  | Brahim Darri*            | 4              | 0          | 0          | 4          | 2              | 0          | 0         | 2       |
| 7.  | Jordy Bruijn             | 3              | 0          | 0          | 3          | 3              | 0          | 0         | 3       |
| 8.  | Josef Kvída              | 3              | 0          | 0          | 3          | 1              | 0          | 0         | 1       |
| 9.  | Randy Wolters            | 2              | 0          | 0          | 2          | 4              | 0          | 0         | 4       |
| 10. | Mathias Bossaerts        | 2              | 0          | 0          | 2          | 1              | 0          | 0         | 1       |
| 11. | Rens van Eijden          | 2              | 0          | 0          | 2          | 0              | 0          | 0         | 0       |
| 12. | Mart Dijkstra            | 1              | 0          | 0          | 1          | 4              | 0          | 0         | 4       |
| 13. | Ole Romeny               | 1              | 0          | 0          | 1          | 2              | 2          | 0         | 4       |
| 14. | Terry Lartey-Sanniez     | 1              | 0          | 0          | 1          | 3              | 0          | 0         | 3       |
| 15. | Joey van den Berg        | 1              | 0          | 0          | 1          | 2              | 0          | 0         | 2       |
| 16. | Tom Overtoom             | 1              | 0          | 0          | 1          | 2              | 0          | 0         | 2       |
| 17. | Paolo Sabak              | 1              | 0          | 0          | 1          | 1              | 0          | 0         | 1       |
| 18. | Guus Joppen              | 0              | 1          | 0          | 1          | 1              | 0          | 0         | 1       |
| 19. | Leroy Labylle            | 0              | 0          | 0          | 0          | 6              | 0          | 0         | 6       |
| 20. | Norbert Alblas           | 0              | 0          | 0          | 0          | 1              | 0          | 0         | 1       |

* is inmiddels vertrokken

### Overzicht kaarten en schorsingen
| Speler               | Wed | Jup | VS | KNVB | NC | Totaal aantal gele kaart(en) | Twee gele kaarten in 1 wedstrijd aan dezelfde speler | Rode kaart |
| -------------------- | --- | --- | -- | ---- | -- | ---------------------------- | ---------------------------------------------------- | ---------- |
| Joey van den Berg    | 31  | 9   |    | 1    |    | 10                           |                                                      | 2          |
| Mart Dijkstra        | 34  | 8   |    | 1    | 1  | 10                           |                                                      |            |
| Randy Wolters        | 17  | 6   |    |      | 1  | 7                            |                                                      |            |
| Jonathan Okita       | 41  | 4   | 1  |      | 1  | 6                            |                                                      |            |
| Rens van Eijden      | 16  | 5   |    |      |    | 5                            |                                                      |            |
| Mathias Bossaerts    | 29  | 4   |    |      | 1  | 5                            |                                                      |            |
| Josef Kvída          | 37  | 5   |    |      |    | 5                            |                                                      |            |
| Leroy Labylle        | 41  | 4   | 1  |      |    | 5                            |                                                      |            |
| Guus Joppen          | 29  | 3   |    | 1    |    | 4                            |                                                      |            |
| Terry Lartey-Sanniez | 29  | 4   |    |      |    | 4                            |                                                      |            |
| Frank Sturing        | 8   | 2   | 1  |      |    | 3                            |                                                      |            |
| Ferdy Druijf         | 20  | 2   | 1  |      |    | 3                            |                                                      |            |
| Sven Braken*         | 21  | 2   | 1  |      |    | 3                            |                                                      |            |
| Brahim Darri*        | 17  | 1   |    | 1    |    | 2                            |                                                      |            |
| Jordy Bruijn         | 18  | 2   |    |      |    | 2                            |                                                      |            |
| Anass Achahbar       | 22  | 2   |    |      |    | 2                            |                                                      |            |
| Kevin Jansen*        | 3   |     |    | 1    |    | 1                            |                                                      |            |
| Paolo Sabak          | 10  |     |    | 1    |    | 1                            |                                                      | 1          |
| Ole Romeny           | 25  |     |    | 1    |    | 1                            |                                                      |            |
| Totaal               | 42  | 68  | 4  | 3    | 4  | 79                           | 0                                                    | 3          |

### Oefenwedstrijden
- is al vertrokken

| Nr.    | Naam               | Goal |
| ------ | ------------------ | ---- |
| 1.     | Lowie van Zundert  | 3    |
| 1.     | Ole Romeny         | 3    |
| 1.     | Tom Overtoom       | 3    |
| 1.     | Anass Achahbar     | 3    |
| 3.     | Sven Braken        | 2    |
| 3.     | Kevin Jansen       | 2    |
| 3.     | Robin Buwalda      | 2    |
| 8.     | Ragnar Oratmangoen | 1    |
| 8.     | Guus Joppen        | 1    |
| 8.     | Paolo Sabak        | 1    |
| 8.     | Joey van den Berg  | 1    |
| 8.     | Jonathan Okita     | 1    |
| 8.     | Lance Duijvestijn  | 1    |
| 8.     | Mex Bakker         | 1    |
| 8.     | Hicham Haouat      | 1    |
| Totaal | Totaal             | 21   |

## Jong N.E.C.
Het belofteteam is in het seizoen 2018/19 een zelfstandige trainingsgroep en speelt ook zonder FC Oss waarmee nog wel in de jeugdopleiding wordt samengewerkt. Vanaf het seizoen 2010/11 was het beloftenteam geen aparte trainingsgroep en vanaf het seizoen 2011/12 werd gezamenlijk gespeeld als Jong N.E.C./FC Oss. Ron de Groot is de hoofdtrainer van het beloftenteam. Hij wordt geassisteerd door Patrick Pothuizen. Het team speelt niet in de zogenoemde 'voetbalpiramide' waarbij teams uit de Beloften Eredivisie na het seizoen 2015/16 kunnen instromen in een landelijke divisie tussen de Topklasse en Eerste divisie in. Jong N.E.C. speelt in de Reservecompetitie voor overige beloftenteams waarbij geen promotie en degradatie mogelijk is. Het team speelt in poule B, het tweede niveau met 8 teams, waarin een volledige competitie gespeeld wordt aangevuld met een drietal extra vriendschappelijke wedstrijden.

### Selectie
| Keepers       | Keepers            | Keepers                | Keepers       | Keepers          |
| Nr.           | Nat.               | Naam                   | Geboortedatum | Vorige club      |
| ------------- | ------------------ | ---------------------- | ------------- | ---------------- |
| 52            | Vlag van Nederland | Job Schuurman          | 12/06/1999    | Vitesse          |
| Verdedigers   |                    |                        |               |                  |
| 33            | Vlag van Nederland | Bart Spierings         | 21/01/1996    | N.E.C./FC Oss A1 |
| 36            | Vlag van Nederland | Rick Wouters           | 01/05/1998    | N.E.C./FC Oss A1 |
| 47            | Vlag van Nederland | Christophe van Zutphen | 15/08/1999    | FC Den Bosch     |
| Middenvelders |                    |                        |               |                  |
| 35            | Vlag van Nederland | Hicham Haouat          | 01/04/1998    | N.E.C./FC Oss A1 |
| 42            | Vlag van Nederland | Steven Smulder         | 21/01/1998    | Feyenoord        |
| 46            | Vlag van Nederland | Lance Duijvestijn      | 15/01/1999    | ADO Den Haag     |
| 50            | Vlag van Nederland | Jorn Hiensch           | 03/07/1998    | N.E.C./FC Oss A1 |
| Aanvallers    |                    |                        |               |                  |
| 32            | Vlag van Nederland | Dani Theunissen        | 20/12/1999    | N.E.C./FC Oss A1 |
| 40            | Vlag van Nederland | Mex Bakker             | 12/02/1998    | N.E.C./FC Oss A1 |
| 49            | Vlag van Nederland | Morad El Haddouti      | 09/05/1998    | N.E.C./FC Oss A1 |

Almere City FC ·
SC Cambuur ·
FC Den Bosch ·
FC Dordrecht ·
FC Eindhoven ·
Go Ahead Eagles ·
Helmond Sport ·
Jong Ajax ·
Jong AZ ·
Jong PSV ·
Jong FC Utrecht ·
MVV Maastricht ·
N.E.C. ·
RKC Waalwijk ·
Roda JC Kerkrade ·
Sparta Rotterdam ·
Telstar ·
TOP Oss ·
FC Twente ·
FC Volendam